# Cassini-Huygens
Cassini-Huygens foi uma missão espacial não-tripulada enviada em missão ao planeta Saturno e seu sistema de luas. Um projeto conjunto da NASA, ESA (Agência Espacial Europeia) e ASI (Agência Espacial Italiana), ela consistia em dois elementos principais, o orbitador Cassini e a sonda Huygens. Lançada ao espaço em 15 de outubro de 1997, ela entrou em órbita de Saturno em 1 de julho de 2004 e continuou em operação até 15 de setembro de 2017, estudando o planeta, seus satélites naturais, a heliosfera e testando a Teoria da Relatividade. Entre as muitas descobertas da missão estão ambientes potencialmente habitáveis nas luas de Saturno, incluindo um oceano de subsuperfície de água em Enceladus.
Um projeto que levou duas décadas de planejamento e desenvolvimento até seu lançamento, após uma viagem interplanetária de quase sete anos, na qual sobrevoou Vênus e Júpiter, a nave entrou em órbita de Saturno na metade de 2004; em dezembro daquele ano a sonda europeia Huygens separou-se do orbitador Cassini da NASA e em 14 de janeiro de 2005 entrou na atmosfera e pousou na superfície do maior satélite de Saturno, Titã, transmitindo imagens e dados para a Terra, na primeira vez em que um objeto construído pelo ser humano pousou num corpo celeste do Sistema Solar exterior.
A Cassini-Huygens integra o Programa Flagship para os planetas exteriores, o maior e mais caro programa espacial não-tripulado da Agência Espacial Estadunidense. As outras missões deste programa incluem as Viking, as Voyager e a Galileu. A espaçonave de duas partes foi batizada em homenagem aos astrônomos Giovanni Cassini e Christiaan Huygens.

## Visão geral

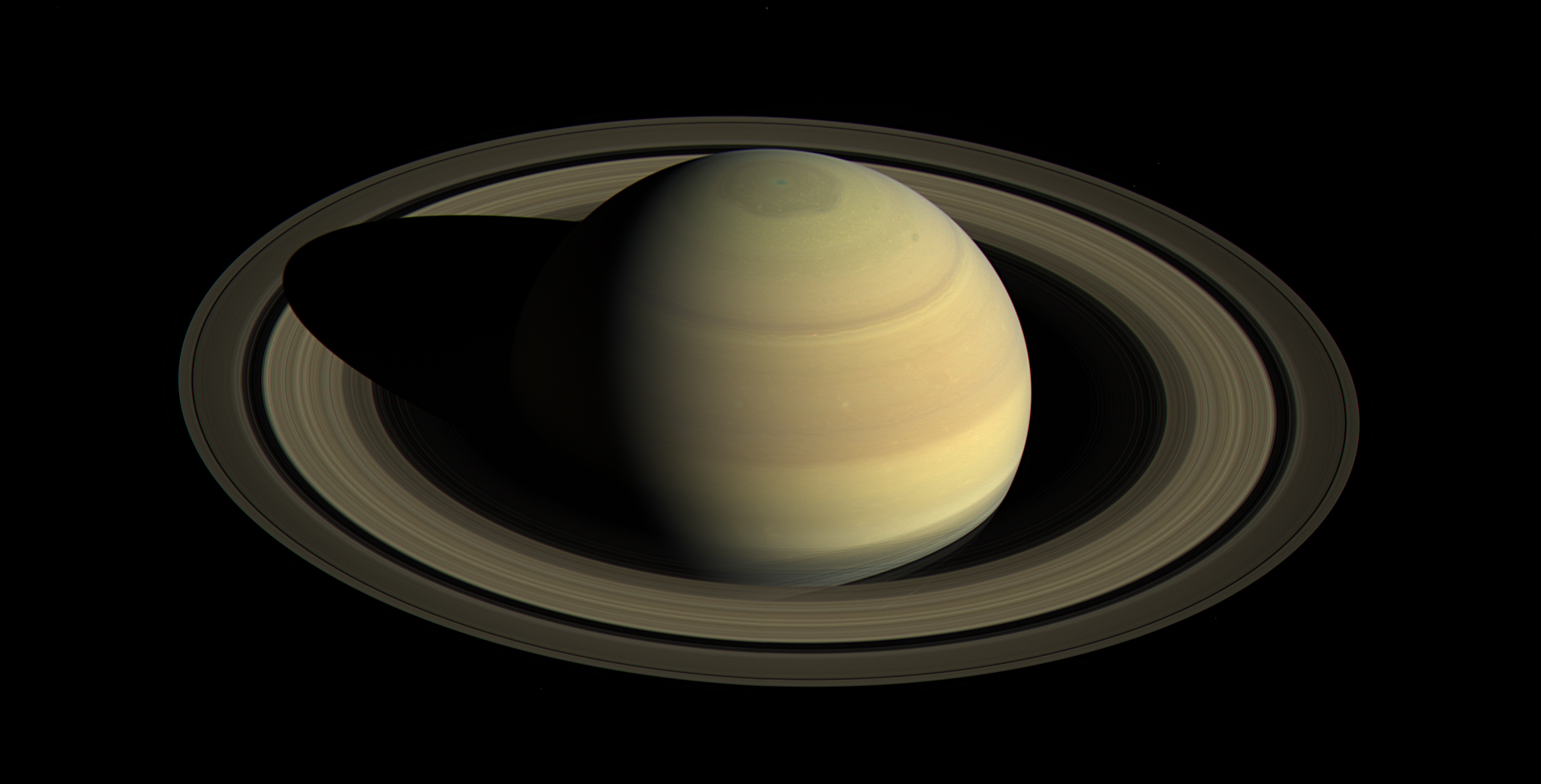
Foto de Saturno tirada por Cassini em 2016.

Dezesseis países europeus integrantes da Agência Espacial Europeia e os Estados Unidos formaram a equipe responsável pela missão Cassini Huygens. A missão foi dirigida pelo Jet Propulsion Laboratory da NASA, nos Estados Unidos, onde o orbitador foi montado. A Huygens foi desenvolvida pelo Centro Europeu de Tecnologia e Pesquisa Espacial, localizado nos Países Baixos. O contratante principal do Centro, a francesa Aérospatiale, hoje Thales Alenia Space, montou a sonda com equipamentos e instrumentos fornecidos por diversos países europeus (as baterias e dois instrumentos científicos foram fornecidos pelos Estados Unidos). A Agência Espacial Italiana (ASI) forneceu ao orbitador Cassini a antena de alta frequência com a incorporação de uma antena de baixa frequência, um radar compacto e leve que também usa a antena de alta frequência e funciona como altímetro e radiômetro, e outros componentes eletrônicos foram fornecidos pelo Centre National d'Études Spatiales, a agência espacial francesa.
Em 16 de abril de 2008, ano em que as operações da sonda deveriam chegar ao fim, a NASA anunciou uma extensão de dois anos nos fundos do programa para as operações em Terra e continuação das operações no espaço, que a esta altura foi renomeada como Missão Cassini Equinox  Ela foi novamente estendida em 2010 por mais sete anos, e novamente renomeada, agora como Missão Cassini Solstice.

## Nome
A sonda consistia de dois elementos, o orbitador Cassini da NASA, nomeado em homenagem ao astrônomo e matemático franco-italiano Giovanni Domenico Cassini (também conhecido como Jean-Dominique Cassini depois que assumiu cidadania francesa), o descobridor de vários pequenos satélites naturais de Saturno e dos anéis do planeta; e o astrônomo e físico neerlandês Christiaan Huygens, o descobridor do maior satélite de Saturno, Titã, em 1655.

## História

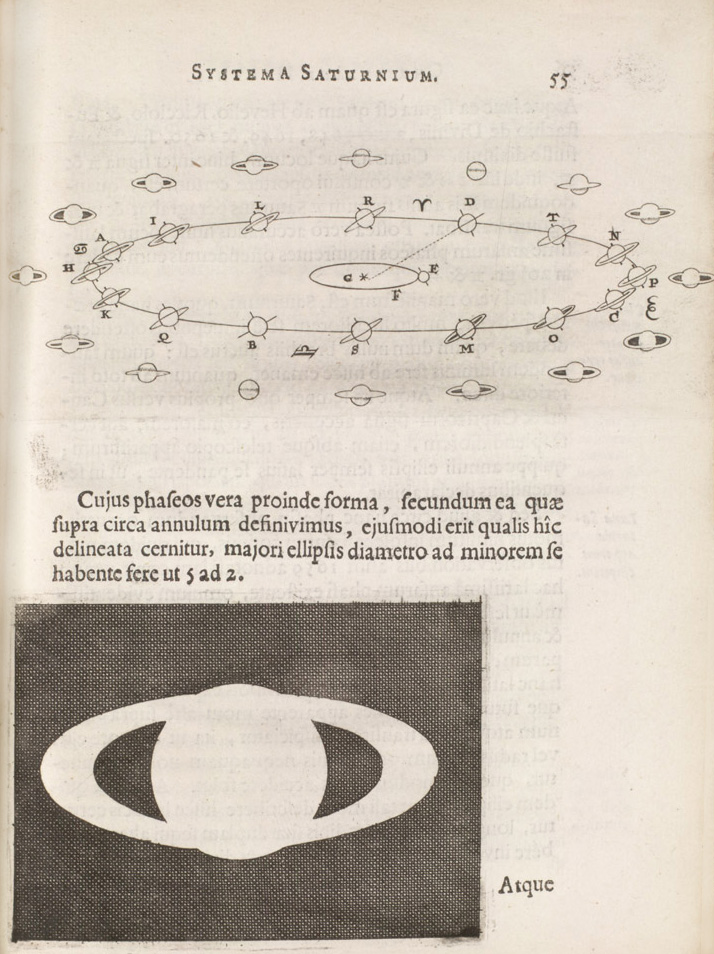
Representação de Saturno feita por Christiaan Huygens em 1659.

As origens de Cassini-Huygens datam de 1982, quando a European Science Foundation e a Academia Nacional de Ciências dos Estados Unidos formaram um grupo de trabalho para futuras cooperações em missões espaciais. Dois cientistas europeus sugeriram o desenvolvimento de uma sonda dupla orbitador de Saturno-aterrissador em Titã como uma possível missão conjunta. Em 1983, o Comitê de Exploração do Sistema Solar da NASA recomendou a mesma missão como projeto central da agência. Entre 1984 e 1985, a NASA e a ESA fizeram estudos conjuntos para uma potencial missão. A ESA continuou seus próprios estudos em 1986 enquanto a astronauta Sally Ride, a primeira mulher norte-americana a ir ao espaço, em seu influente relatório NASA Leadership and America's Future in Space: A Report to the Administrator, de 1987, também examinava e aprovava a missão Cassini.
Enquanto o relatório de Ride descrevia uma missão orbitador-aterrissador em Saturno como unicamente americana, em 1988 um dos administradores da NASA, Len Fisk, voltava com a ideia de uma missão conjunta, NASA–ESA. Ele escreveu a seu colega da ESA, Roger Bonnet, sugerindo que a agência europeia escolhesse a Cassini entre as três missões então em estudo, prometendo que a NASA se comprometeria em levar adiante esta missão assim que a ESA o fizesse.
Na época, a NASA estava se tornando mais sensível à tensão que havia se desenvolvido entre os programas espaciais americano e europeu como resultado da percepção europeia de que os americanos não os haviam tratado como iguais durante colaborações anteriores. Diretores, funcionários e lobistas da agência envolvidos no planejamento e na promoção de Cassini-Huygens tentaram aparar estas arestas, mostrando seu desejo de compartilhar todas as informações científicas e benefícios tecnológicos advindos da missão. Em parte, este recém-descoberto espírito de cooperação com a Europa surgia de um senso de competição com a então União Soviética, que estava passando a cooperar mais proximamente com os europeus depois que a ESA se afastou da NASA.
A partir daí, a colaboração entre as duas agências não apenas se intensificou como ajudou o programa a sobreviver a um corte de orçamento feito pelo Congresso dos Estados Unidos. A missão Cassini-Huygens ficou sob fogo dos congressistas em 1992 e 1994, mas a NASA conseguiu persuadir os congressistas de que seria imprudente suspender o projeto após a ESA já ter feito grandes investimentos financeiros nele, porque a frustração com promessas quebradas em programas espaciais conjuntos poderia se espalhar para outras áreas das relações exteriores. O programa continuou normalmente após 1994, apesar de grupos da sociedade civil preocupados com potenciais ameaças ao meio-ambiente – seu combustível inclui plutônio – terem tentado atrasá-lo ou cancelá-lo com protestos e medidas judiciais até, e mesmo depois de, seu lançamento em 1997.

## Objetivos
Os principais objetivos da Cassini eram:
1. determinar a estrutura tridimensional e comportamento dinâmico dos anéis;
2. determinar a composição das superfícies e a história geológica dos satélites;
3. determinar a natureza e origem do material escuro do hemisfério dianteiro de Jápeto.
4. medir a estrutura tridimensional e comportamento dinâmico da magnetosfera.
5. estudar o comportamento dinâmico das nuvens de Saturno;
6. estudar a vulnerabilidade temporal das nuvens e a meteorologia de Titã;
7. caracterizar a superfície de Titã a uma escala regional.

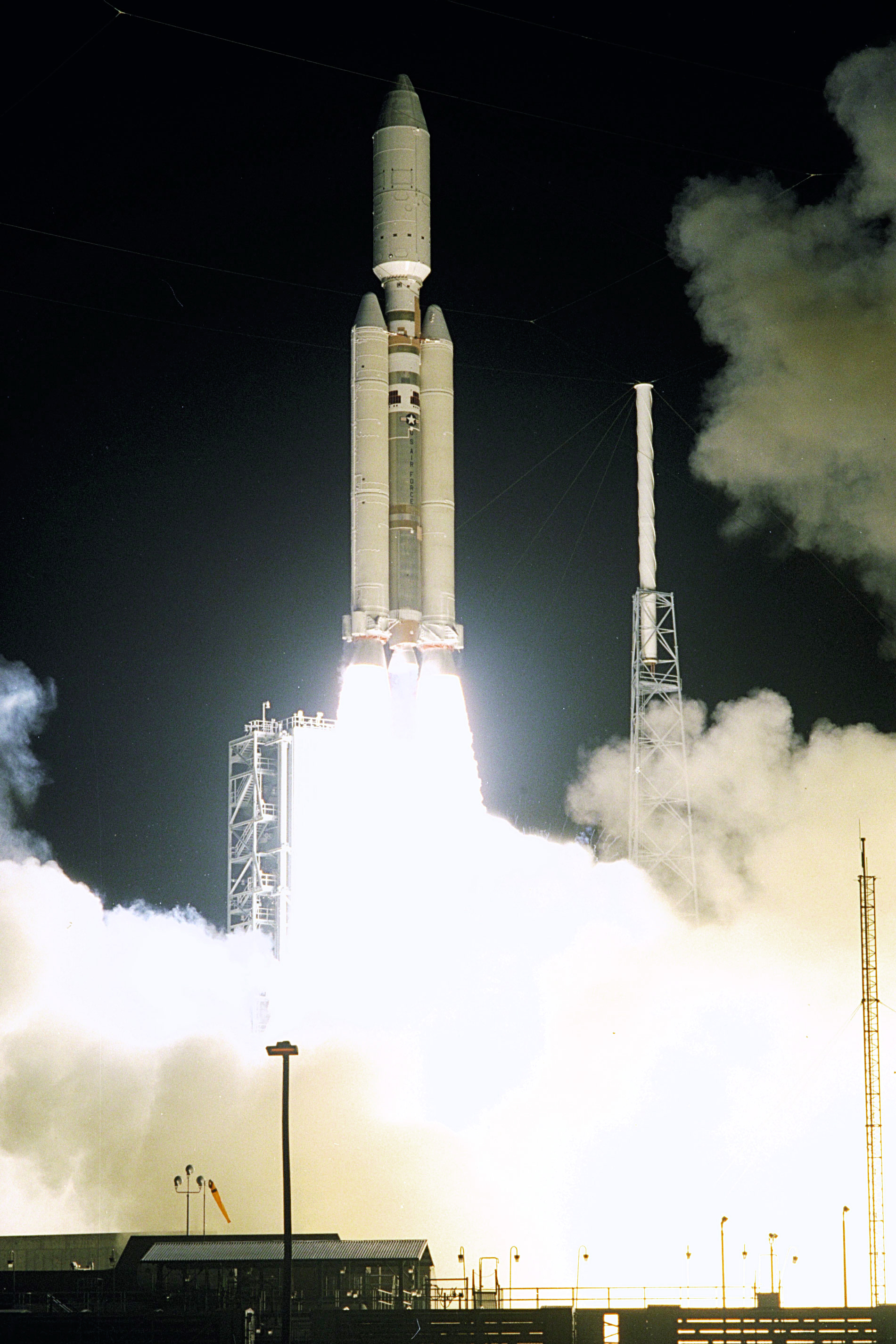
Lançamento do SLD Titan IV ocorreu às 8h43 UTC a 15 de outubro de 1997 da rampa de lançamento 40 da estação da Força Aérea do Cabo Canaveral, na Flórida.

A sonda Cassini-Huygens foi lançada do Centro Espacial Kennedy em 15 de outubro de 1997, usando o foguete Titan IV-B/Centaur da Força Aérea dos Estados Unidos. O lançamento do veículo foi feito por um foguete de dois estágios, dois motores-foguetão cintados, o estágio Centaur acima, e área para transporte de carga. O sistema de voo completo do sistema Cassini foi composto por um veículo de lançamento e pela sonda.
O custo total da missão Cassini-Huygens é de cerca de US$ 3,27 bilhões de dólares, incluindo US$ 1,4 bilhão para o desenvolvimento, US$ 422 milhões para o veículo lançador e US$ 54 milhões para o rastreamento no espaço. Os Estados Unidos contribuíram com grande parte do custo, sendo o restante repartido entre a ESA, que contribuiu com quinhentos milhões de euros, e a agência italiana, que contribuiu com cerca de 150 milhões.
A missão principal da espaçonave foi cumprida em 30 de julho de 2008, sendo depois prolongada até junho de 2010 como Missão Cassini Equinox, onde estudou em detalhes o sistema de Saturno durante o Equinócio, que aconteceu em outubro de 2009. Em 3 de fevereiro de 2010 a missão conseguiu nova prorrogação, desta vez de 6½ anos até 2017, a época do solstício de verão no hemisfério norte do planeta (Missão Cassini Solstice). Este prolongamento permite outras 155 órbitas em torno do planeta, 54 sobrevoos de Titã e 11 de Enceladus. Em 2017, um sobrevoo em Titan mudou sua órbita de tal maneira que, em sua maior aproximação de Saturno, passou apenas a 3 mil km acima da superfície nebulosa do planeta gigante, abaixo do limite interno do Anel D, o mais interno dos anéis que circundam Saturno. Esta sequência de órbitas próximas terminou quando um novo encontro com Titã usou a força da gravidade para direcioná-la para dentro da atmosfera do planeta.

## A espaçonave
A Cassini-Huygens foi originalmente planejada para ser a segunda nave de três eixos estabilizados impulsionada por um GTR da família Mariner Mark II da NASA, uma série de sondas não-tripuladas para exploração do Sistema Solar exterior, em órbitas além de Marte, desenvolvida dos anos 90 a 2010 pelo Jet Propulsion Laboratory. Foi desenvolvida simultaneamente com a Comet Rendezvous Asteroid Flyby (CRAF) mas vários cortes de orçamento federais forçaram a NASA a encerrar o projeto da CRAF para se dedicar apenas ao desenvolvimento da Cassini. Como resultado, a Cassini tornou-se uma nave mais especializada a seu próprio objetivo, cancelando a implementação das séries Mariner Mark II.

Modelo animado em 3D da espaçonave.

A espaçonave, que incluía o orbitador Cassini e o aterrissador Huygens, foi a maior e mais complexa sonda interplanetária até então construída. O orbitador tinha uma massa de 2 150 kg e a sonda 350 kg. Com o adaptador ao foguete lançador e 3 132 kg de propelentes no lançamento, ela atingiu uma massa total de 5 600 kg na época. Apenas as duas sondas soviéticas Phobos enviadas a Marte eram mais pesadas que a Cassini até então. Tinha 6,70 m de altura e mais de 4 m de largura.
Sua complexidade de construção foi necessária tanto por sua trajetória de voo até Saturno quanto pelo ambicioso programa de observações científicas a ser realizado assim que atingisse seu objetivo. A nave tinha cerca de 1 630 componentes eletrônicos interconectados, 22 mil ligações de fios e mais de 14 km de cabeamento. Era alimentada por 32,7 kg de Plutônio-238, com o calor excedido do material radioativo transformado em energia elétrica. O Huygens foi transportado pela Cassini até o planeta mas usou baterias químicas para se locomover quando independente da nave.
Em órbita de Saturno, ficava entre 8,2 e 10,2 UA da Terra. Por causa desta distância, levava entre 64 e 84 minutos para que os sinais de rádio enviados da Terra chegassem até ela e vice-versa. Assim, os controladores de voo não podiam dar instruções em "tempo real" à Cassini, seja nas operações de dia-a-dia ou em caso de situações inesperadas. Mesmo que eles respondessem imediatamente após notarem algum problema, ao menos três horas teriam se passado entre a ocorrência do problema e o recebimento das instruções de correção dos engenheiros na Terra.

### Instrumentação
A instrumentação da Cassini consistia de um mapeador de RADAR, um sistema de imagem CCD, um espectrómetro de mapeamento visível/infravermelho, um espectrômetro de infravermelhos composto, um analisador de poeira cósmica, uma experiência de ondas de rádio e plasma, um espectrômetro de plasma, um espectrômetro de imagens ultravioleta, um instrumento de imagens de magnetosferas, um magnetômetro, um espectrômetro de massa de íon/neutral. Telemetria para a antena de comunicações assim como outros transmissores especiais (um transmissor S-band e um sistema de frequência dual Ka-band), usados para fazer observações das atmosferas de Titã e Saturno, e para medir os campos de gravidade do planeta e dos seus satélites.

### Fonte de alimentação de plutônio

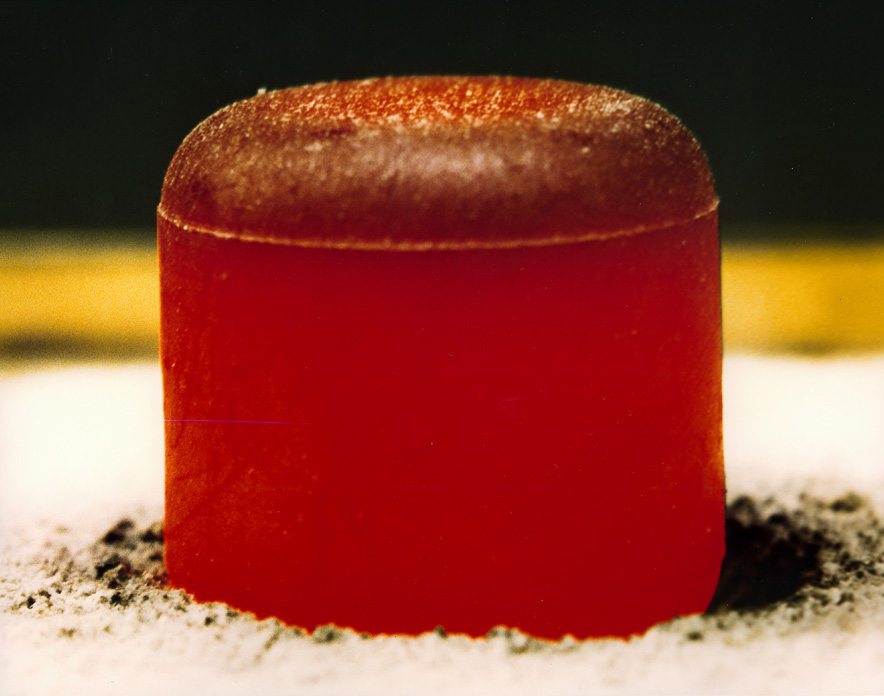
Uma pelota de plutônio brilhante e quente que atua como principal fonte de energia dos GTR da espaçonave.

Devido à distância entre Saturno e o Sol, painéis solares não seriam efetivos como fonte de energia para esta sonda espacial. Para gerarem energia suficiente, eles teriam que ser muito grandes e muito pesados. Ao invés disso, a Cassini era alimentada por três geradores termoelétricos de radioisótopos (GTR) que usavam o calor produzido por cerca de 33 kg de plutônio-238 (em forma de dióxido de plutônio) para gerar eletricidade direto via termoelétricos.
Os GTR da Cassini tinham o mesmo design daqueles usados nas sondas New Horizons, Galileu e Ulysses e foram desenvolvidos para terem uma vida útil longa. Ao fim da missão em 2017, eles ainda teriam capacidade de produzir 600–700 watts de potência. (Um dos geradores criados para a Missão Cassini-Huygens foi usado para alimentar a espaçonave New Horizons, lançada em direção a Plutão e ao Cinturão de Kuiper, que foi construída e lançada muito depois).
Para conseguir um momento linear interplanetário estando em voo, a trajetória da missão incluiu várias manobras de estilingues gravitacionais: dois sobrevoos por Vênus, mais um pela Terra e finalmente um por Júpiter. A nova passagem pela Terra, dois anos depois de lançada, foi a única que ofereceu algum perigo para os seres humanos. A manobra foi bem sucedida, com a nave passando a 1 171 km de altitude em 18 de agosto de 1999. Caso houvesse um mau funcionamento fazendo a nave cair na atmosfera e colidindo com a superfície, o estudo do impacto ao meio ambiente feito pela NASA indicou que, no pior dos casos – em caso de entrada em ângulo de queima total na atmosfera – uma quantidade considerável do plutônio-238 contido nos geradores seria dispersada no ar, de maneira a que mais de cinco bilhões de pessoas poderiam ser expostas a ele, causando cerca de cinco mil mortes adicionais por câncer entre a população, mas as chances disso acontecer seriam de 1 em 1 milhão.

### A sonda Huygens
A sonda-aterrissador Huygens foi criada e desenvolvida pela Agência Espacial Europeia (ESA), e batizada com o nome do astrônomo descobridor de Titã, Christiaan Huygens. Desacoplada da Cassini e lançada sobre Titã no dia de Natal de 2004, depois de uma viagem de 22 dias no espaço ela entrou na atmosfera do satélite fazendo um exame minucioso das nuvens e pousando na superfície cerca de 11h30 UTC de 14 de janeiro de 2005, no oeste da região escura conhecida como Shangri-La, próximo à área brilhante de Xanadu.
A sonda foi criada para descer de paraquedas na atmosfera do satélite e abrir um completo laboratório robótico na superfície. Seu sistema consistia na sonda em si e num equipamento de suporte que permaneceu acoplado ao orbitador Cassini. Este equipamento incluía eletrônica para rastrear a sonda, receber os dados enviados durante a descida e processar a passar estes dados para o computador do orbitador que os enviou à Terra. Com 318 kg de peso e 1,3 m de diâmetro, sua bateria era suficiente para 153 minutos de transmissão, dos quais 2h 27min gastas na descida. Foi o suficiente para enviar dados atmosféricos e a primeira imagem da superfície de um satélite do Sistema Solar exterior. É até hoje o pouso mais distante da Terra já feito por um objeto construído pelo Homem.

## Itinerário
| Satélites sobrevoados pela Cassini-Huygens na viagem interplanetária Terra–Saturno | Satélites sobrevoados pela Cassini-Huygens na viagem interplanetária Terra–Saturno | Satélites sobrevoados pela Cassini-Huygens na viagem interplanetária Terra–Saturno | Satélites sobrevoados pela Cassini-Huygens na viagem interplanetária Terra–Saturno | Satélites sobrevoados pela Cassini-Huygens na viagem interplanetária Terra–Saturno | Satélites sobrevoados pela Cassini-Huygens na viagem interplanetária Terra–Saturno | Satélites sobrevoados pela Cassini-Huygens na viagem interplanetária Terra–Saturno |
| ---------------------------------------------------------------------------------- | ---------------------------------------------------------------------------------- | ---------------------------------------------------------------------------------- | ---------------------------------------------------------------------------------- | ---------------------------------------------------------------------------------- | ---------------------------------------------------------------------------------- | ---------------------------------------------------------------------------------- |
|                                                                                    |                                                                                    |                                                                                    |                                                                                    |                                                                                    |                                                                                    |                                                                                    |
| Lua                                                                                | Titã                                                                               | Reia                                                                               | Jápeto                                                                             | Dione                                                                              | Tétis                                                                              | Encélado                                                                           |
|                                                                                    |                                                                                    |                                                                                    |                                                                                    |                                                                                    |                                                                                    |                                                                                    |
| Mimas                                                                              | Hipérion                                                                           | Febe                                                                               | Jano                                                                               | Epimeteu                                                                           | Prometeu                                                                           | Pandora                                                                            |
|                                                                                    |                                                                                    |                                                                                    |                                                                                    |                                                                                    |                                                                                    |                                                                                    |
| Helene                                                                             | Atlas                                                                              | Telesto                                                                            | Methone                                                                            | Calipso                                                                            | Pã                                                                                 |                                                                                    |

## Eventos importantes

### Lançamento e viagem
- 15 de Outubro de 1997 — Cassini-Huygens lançada de Cabo Canaveral às 08h43 UTC.

- 26 de Abril de 1998 — Primeira passagem pelo planeta Vénus para empurrão gravitacional, sobrevoando a superfície do planeta a 283 km de altitude e ganhando um empuxo em velocidade de 7 km/s.[24]

- 24 de Junho de 1999 — Segunda passagem pelo planeta Vénus para empurrão gravitacional.[25]

- 18 de Agosto de 1999, 03h28 UTC — Passagem pelo planeta Terra para empurrão gravitacional. Uma hora e vinte minutos antes, a Cassini fez a maior aproximação à Lua a uma distância de 377 000 km, e tirou uma série de imagens de calibração. A nave sobrevoou a Terra a 1 171 km de altitude e ganhou um empuxo em velocidade de 5,5 km/s.[26]

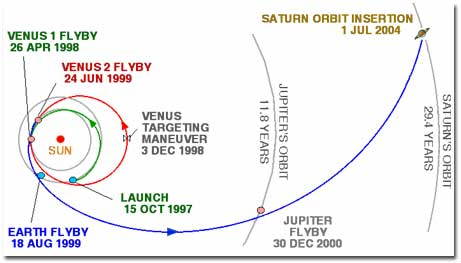
Trajetória da Cassini-Huygens pelo Sistema Solar. Partindo da Terra a 15 de outubro de 1997, a sonda espacial chegou a Saturno em 1 de Julho de 2004.

- 23 de Janeiro de 2000 — Passagem pelo asteroide 2685 Masursky às 10h00 UTC. A Cassini fez imagens 5 a 7 horas antes a 1,6 milhões de km de distância e estimou um diâmetro de 15 a 20 km para o asteroide.[27]

- 30 de Dezembro de 2000 — Passagem pelo planeta Júpiter para empurrão gravitacional. A Cassini esteve no ponto mais próximo deste planeta neste dia, e fez muitas medições científicas. Também produziu o retrato colorido global mais detalhado de Júpiter; as menores caraterísticas têm aproximadamente 60 km de diâmetro.[28]

- 30 de Maio de 2001 — Na viagem entre Júpiter e Saturno, notou-se o aparecimento de um "embaçamento" nas fotografias tiradas pela câmera de ângulo cerrado da Cassini. De início, foi visto numa fotografia da estrela Maia do aglomerado das Plêiades, tirada depois de um período de aquecimento de rotina.

- 23 de Julho de 2002 — No final de Janeiro, um teste foi feito para remover o "embaçamento" das lentes da câmara de ângulo cerrado, aquecendo-a. O objetivo foi alcançado aquecendo-se a câmera até 4 graus Celsius durante oito dias. Mais tarde, o aquecimento foi estendido para 60 dias, e a imagem da estrela Spica mostrou um melhoramento de mais de 90% quando comparado com o período anterior ao aquecimento. A 9 de Julho, a imagem mostrou que o procedimento de remoção de embaçamento foi completado com sucesso.[29]

- 10 de Outubro de 2003 — A equipe de cientistas da Cassini anunciou os resultados de um teste da teoria da relatividade de Einstein, usando sinais de rádio da sonda Cassini. Os cientistas observaram uma mudança de frequência nas ondas de rádio de e para a sonda, assim que esses sinais viajaram mais perto do Sol. Testes anteriores estavam de acordo com as previsões teóricas com uma precisão de uma parte em mil. A experiência da Cassini melhorou a precisão até cerca de 20 partes em um milhão, com os dados ainda a suportar a teoria de Einstein.

### Chegada a Saturno
- 27 de Fevereiro de 2004 — Uma nova fotografia de alta resolução tirada pela Cassini no dia 9 de Fevereiro foi divulgada. A imagem surpreendeu os cientistas da missão devido ao fato de não ser visível nenhum "fantasma" nos anéis de Saturno. Estas estruturas escuras na secção "B" do anel foram descobertas nas imagens tiradas pela sonda Voyager em 1981.[30] Outra imagem, em luz infravermelha, tirada a 16 de Fevereiro mostra diferenças na altura das nuvens.[31] A mesma perturbação era visível nas imagens tiradas pelo Telescópio Espacial Hubble nos anos 1990.

- 12 de Março de 2004 — Fotografias tiradas a 23 de Fevereiro não mostram uma característica descoberta pela Voyager: espessamentos no exterior do anel "F". Ao tempo, o que não pôde ser deduzido foi o tempo de vida exato destes espessamentos, e espera-se que a Cassini produza dados decisivos sobre esta questão. O primeiro conjunto de imagens mostra um conjunto de espessamentos ao longo do anel "F".[32]

- 26 de Março de 2004 — A equipe de cientistas da Cassini publicou a primeira sequência de imagens de Saturno mostrando nuvens a moverem-se em alta velocidade ao redor do planeta. Usando um filtro para ver melhor o vapor de água no topo da cobertura de nuvens densas, movimentos nas regiões equatorial e sul são claramente visíveis. As imagens foram obtidas entre os dias 15 e 19 de Fevereiro.[33]

- 15 de Abril de 2004 — A NASA anunciou que os dois satélites naturais descobertos pela Voyager 1 foram avistados, de novo, pela Cassini em imagens tiradas no dia 10 de Março: Prometheus e Pandora. Estes não são satélites comuns, pois o seu efeito gravitacional no anel 'F' levou a que os cientistas os chamassem de "satélites pastores". A sua descoberta emocionou os pesquisadores interessados na dinâmica do sistema de anéis, porque as suas órbitas são próximas o suficiente para que elas interajam uma com a outra de uma forma "caótica". Uma das missões da missão será monitorar de perto os movimentos destes corpos.

### Entrada no sistema saturniano e pouso em Titã

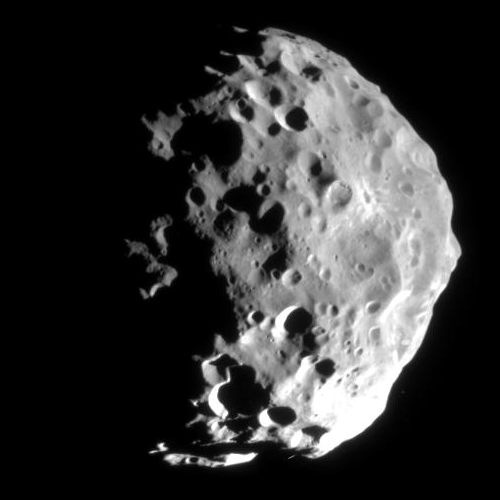
Phoebe fotografado pela Cassini em 11 de Junho de 2004.

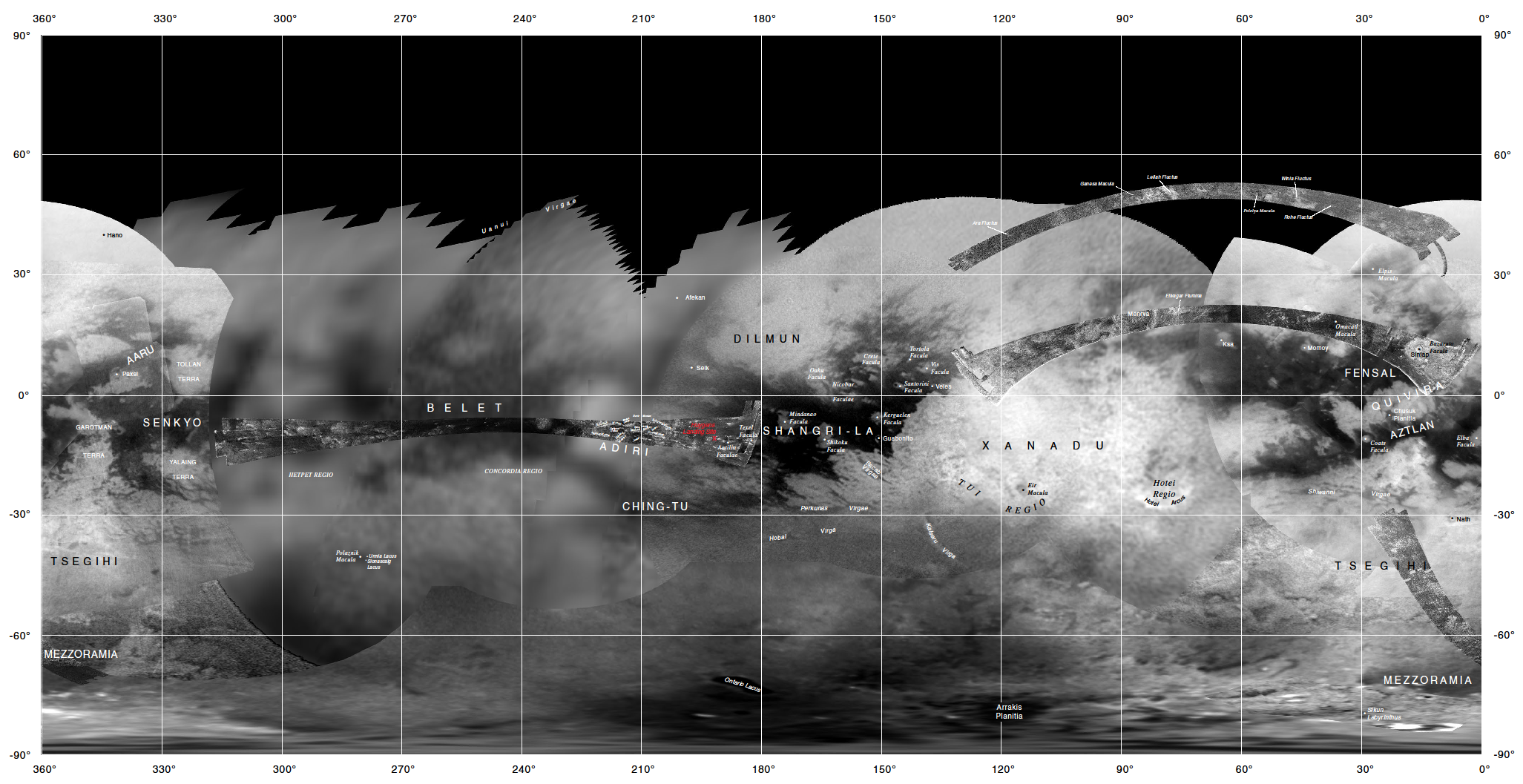
Mapa de Titã com o local de pouso da sonda Huygens assinalado em vermelho.

- 18 de Maio de 2004 — A Cassini entrou no sistema saturniano. O efeito gravitacional de Saturno começou a sobrepor-se à influência do Sol.

- 20 de Maio de 2004 — Foi divulgada a primeira imagem de Titã. Foi feita a 5 de Maio a uma distância de 29,3 milhões de quilômetros.[34]

- 11 de Junho de 2004 — A sonda Cassini sobrevoa o satélite natural Phoebe às 19h33 UT a 2068 quilômetros de distância. Todos os onze instrumentos a bordo operaram como esperado e todos os dados foram adquiridos. Os cientistas planejam usar os dados para criar mapas globais do satélite coberto de crateras e para determinar sua composição, massa e densidade. Vários dias serão necessários para que os cientistas possam rever os dados e chegar a conclusões mais concretas.

- 1 de Julho de 2004 — A inserção orbital em Saturno foi efetuada com sucesso, entre os anéis F e G do planeta. Aproximando-se a 19 980 km do topo das nuvens na superfície, fotografias dos anéis foram tiradas e enviadas para os cientistas da missão na Terra.[35] Os cientistas surpreenderam-se com a claridade e os detalhes das imagens e vão pesquisá-las durante um bom tempo.

- 2 de Julho de 2004 — A primeira passagem por Titã foi executada e as primeiras imagens foram enviadas para a Terra. Devido ao plano orbital inicial, a Cassini passou pelo polo sul do satélite a uma distância maior que em sobrevoos posteriores. Contudo, durante uma conferência de imprensa a 3 de Junho, os cientistas da missão mostraram imagens que já os forçavam a rever teorias. Agora parece que as características de albedo mais escuro e claro na superfície representam, de fato, materiais diferentes. Ao contrário do esperado, as regiões geladas eram mais escuras que as áreas onde outra matéria (possivelmente orgânica) está misturada com gelo.

- 16 de agosto de 2004 — Os cientistas anunciam a descoberta de dois novos satélites naturais em órbita de Saturno e o sucesso de um dos objetivos do programa: localizar pequenos e desconhecidos satélites naturais em volta do planeta. Os satélites naturais seriam mais tarde batizados como Methone e Palene.[36]

- 25 de dezembro de 2004 — A sonda de pouso europeia Huygens separa-se da Cassini às 02h00 UTC e inicia sua viagem de 22 dias até a atmosfera de Titã.[21]

- 14 de Janeiro de 2005 — A Huygens entra na atmosfera de Titã às 09h06 UTC e pousa na sua superfície às 11h35 UTC, iniciando suas operações com sucesso.[22]

- 8 de Março de 2006 — Descoberta de água líquida sob a crosta gelada de Encélado.[37]

- 21 de Junho de 2006 — Descoberta de lagos em Titã.[37]

- 14 de Setembro de 2006 — Descoberta de novos anéis em Saturno.[37]

### Extensão da missão

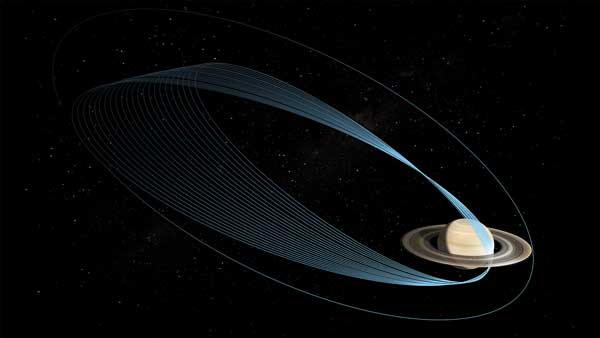
A arte mostra as órbitas finais a serem realizadas pela Cassini entre Saturno e seus anéis mais próximos, antes de ser lançada contra a atmosfera do planeta e destruída em 2017.

Em 31 de Maio de 2008 a missão primária foi considerada completa. Em 15 de abril o governo norte-americano destinou mais fundos para uma prorrogação de dois anos de pesquisas, passando a ser chamada Missão Cassini Equinox, pois continuaria operacional durante o equinócio em Saturno. Neste período de dois anos, iniciado em 1 de julho de 2010, a Cassini pôde realizar mais 60 órbitas de Saturno, 21 sobrevoos próximos de Titã, sete de Enceladus, seis de Mimas, sete de Tethys, e um sobre Dione, Rhea e Helene. Em 3 de Março de 2009 foi descoberta uma nova lua de Saturno, Aegaeon.
Ao fim do segundo período de operações, em 2 de Fevereiro de 2010 a missão recebeu nova prorrogação, desta vez de cerca de sete anos, agora com o nome de Missão Cassini Solstice, prolongando-se até 2017, coincidindo com a época do solstício de verão no hemisfério norte do planeta. Desde então ela realizou 155 órbitas em Saturno, 55 sobrevoos de Titã e 11 de Enceladus.
Em 18 de dezembro de 2016 obteve as imagens mais detalhadas dos anéis de Saturno, tiradas a mais de 56 mil quilómetros dos anéis, que conseguem mostrar partículas cósmicas como se estivéssemos a uma distância de 550 metros. Os pormenores conseguidos vêm confirmar que nos dois maiores anéis — A e B — de Saturno há “ondas”, “tubos” e “hélices” cuja existência já tinha sido mostrada quando a sonda entrou na órbita deste gigante gasoso, em julho de 2004. 

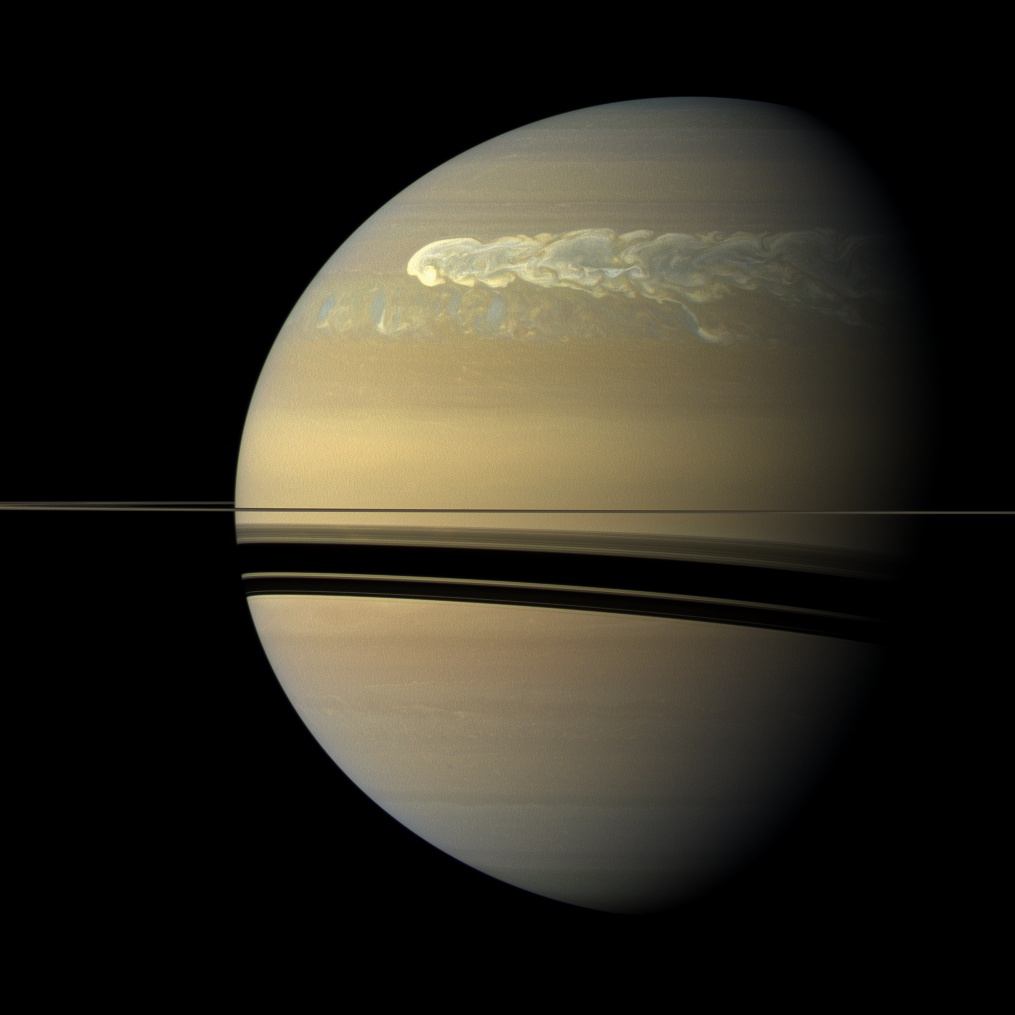
Nuvens de tempestade em Saturno.

Podem ser listados outros marcos deste último período:
- 20 de Novembro de 2010 — Descoberta de uma tênue atmosfera na lua Rhea.[37]

- 4 de dezembro de 2010 — Acompanhamento de uma das maiores tempestades já detectadas na atmosfera de Saturno.[37]

- 26 de Abril de 2016 — Identificado um grande oceano de metano em Titã.[37]

- 12 de Abril de 2017 — Descoberta de atividade hidrotermal e de emissão de hidrogênio no fundo do oceano de Encélado.[37]

- 26 de Abril de 2017 — Iniciam os procedimentos para o encerramento da missão.[37] Isso exigiu uma passagem por dentro de 3 mil quilômetros da atmosfera do planeta e a 300 quilômetros da extremidade mais interna dos anéis, em uma velocidade de 124 mil quilômetros por hora. Para proteger a Cassini, cientistas da missão usaram a antena da nave espacial de 4 metros de largura como um escudo, colocando a espaçonave temporariamente fora do contato. Cassini restabeleceu o contato com o controle da missão no início do dia 27 de abril e começou a enviar dados, orbitando mais 20 vezes.[40]

### Fim da missão
Com o esgotamento do combustível, a missão teve de ser encerrada, e a espaçonave foi colocada em uma trajetória de impacto com o planeta. Em 15 de setembro de 2017, depois de uma órbita a apenas 3 mil km da superfície, a Cassini mergulhou na atmosfera de Saturno a cerca de 10 graus do equador, em uma velocidade aproximada de 34 km por segundo, terminando abrasada e vaporizada, como um meteorito que cai. Se fragmentos sobreviverem ao calor, terminarão comprimidos e inteiramente dissociados pela imensa pressão da atmosfera saturniana. A decisão de destruir o artefato de maneira a não deixar vestígios deve-se à preocupação de evitar uma possível contaminação com material terrestre de alguma das luas, se porventura acabasse se chocando com uma delas. Após 20 anos, quase 300 órbitas e descobertas pioneiras, o contato com a sonda foi definitivamente perdido pouco antes das 5h da PDT em 15 de setembro. Durante a queda a Cassini permaneceu enviando dados para a Terra em tempo real, a fim de utilizar suas valiosas capacidades até o último segundo.

## Principais descobertas

### Sobrevoo de Júpiter
A Cassini fez a maior aproximação ao planeta Júpiter a 30 de dezembro de 2000, e efetuou muitas medições científicas. Cerca de 26 mil imagens foram tiradas durante a passagem, que durou longos meses. O melhor retrato global colorido de Júpiter já feito foi produzido, em que as menores caraterísticas têm aproximadamente 60 km de comprimento.

Animação mostrando o movimento das faixas de nuvens de Júpiter.

Em 6 de março de 2003, uma grande descoberta foi anunciada. Ela consiste na natureza da circulação atmosférica de Júpiter. Os "cinturões" escuros alternam com "zonas" mais claras na atmosfera. Os cientistas há muito tempo consideram que as zonas, com as suas nuvens ténues, sejam áreas em que o ar jorra para cima, levando em conta que muitas nuvens na Terra formam-se onde o ar está subindo. Análises feitas nas fotografias da Cassini, contudo, mostram que células de tempestade individuais nas nuvens brilhantes, demasiado pequenas para serem observadas a partir da Terra, saltam à vista nos cinturões escuros. Segundo Anthony Del Genio, do Instituto Goddard para Estudos Espaciais em Nova York, "temos uma imagem nítida que sugere que os cinturões sejam áreas de movimento atmosférico em Júpiter, o que implica que a movimentação nas zonas deve ser depressiva".
O mesmo comunicado também discutia a natureza dos anéis de Júpiter. As interferências de luminosidade nos anéis revelaram que existiam partículas de forma irregular (em oposição à forma esférica) e cuja existência se devia aos impactos entre micrometeoritos e os satélites naturais de Júpiter, provavelmente Métis e Adrasteia.

### Faixas espirais
Cassini revelou que as faixas espirais de nuvens penetram muito mais profundamente no planeta do que os cinturões de nuvens de Jupiter, que atingem cerca de 3 mil quilômetros abaixo do topo da atmosfera. As nuvens de Saturno atingem mais de 6 mil quilômetros abaixo da atmosfera planeta.

### Teste da Teoria da Relatividade de Einstein
A 10 de Outubro de 2003, a equipe científica da Cassini anunciou os resultados de um teste à Teoria da Relatividade de Albert Einstein, utilizando sinais de rádio da sonda. Os pesquisadores observaram o desvio da frequência nas ondas de rádio para a nave, enquanto os sinais passavam tangentes ao Sol. Segundo a teoria da relatividade, um objeto de grande massa como o Sol afeta o espaço-tempo, curvando-o, e um feixe de ondas de rádio (ou luz) que passe por perto verá o seu comprimento aumentado, devido à curvatura. Esta distância extra irá, consequentemente, atrasar a chegada do sinal; a quantidade do atraso proporciona um teste sensível às previsões da teoria de Einstein. Embora variações da teoria geral estejam previstas nos modelos cosmológicos, não foi encontrada nenhuma nesta experiência. Testes anteriores revelaram um consenso com a previsão teórica com a precisão de um em mil. A experiência da Cassini melhorou-a em cerca de 20 em um milhão, mantendo a consistência com a teoria de Einstein.

### Novos satélites naturais de Saturno

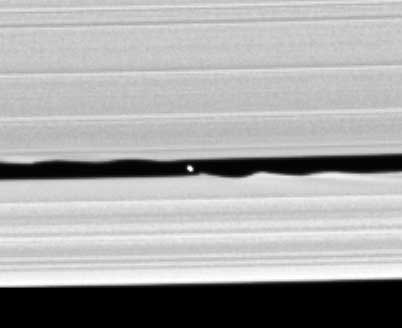
A descoberta de Dafne entre os anéis de Saturno. A lua mantém limpa de fragmentos uma estreita faixa entre os anéis e causa ondulações nas suas margens em sua passagem.

Imagens da Cassini descobriram sete novos satélites naturais de Saturno, os três primeiros em junho de 2004. Muito pequenos, foram batizados inicialmente com nomes-códigos de S/2004 S 1, S/2004 S 2 e S/2004 S 5 antes de receberem os nomes definitivos de Methone, Palene e Polideuces no início de 2005. Mais tarde, contudo, verificou-se que Palene já havia sido fotografada pela Voyager 2.
Em 1 de maio de 2005, um novo satélite natural foi descoberto na Falha de Keeler (um intervalo existente no Anel A de Saturno), temporariamente designado com S/2005 S 1, até ser batizado como Dafne. O outro único satélite natural existente dentro do sistema de anéis de Saturno é Pan.
Um quinto satélite natural foi descoberto em 30 de maio de 2007 e batizado como Anthe. Ele tem 2 km de diâmetro e orbita Saturno a uma distância de 197 700 km, com uma inclinação de 0,1° e uma de-excentricidade de 0,001. Está localizado entre as órbitas de Methone e Palene e é influenciado por uma ressonância orbital 10:11 com Mimas.
Em 3 de fevereiro de 2009, novo comunicado da NASA apontava para a descoberta de um sexto satélite, batizado como Aegaeon. Orbitando Saturno a uma distância média de 167 500 km, tem pouco mais de 500 m de diâmetro e se encontra dentro do anel G do sistema de anéis de Saturno. Ele é tão pequeno que seu tamanho não pode ser medido diretamente mas apenas estimado comparativamente com outro pequeno satélite natural, Palene.
Em 26 de julho de 2009, nova descoberta, anunciada apenas em novembro. Um sétimo pequeno satélite foi observado dentro da parte externa do anel B. Ainda provisoriamente catalogado como S/2009 S 1, tem aproximadamente 300 m de diâmetro.

### Os "fantasmas" perdidos
A Cassini proporcionou uma nova imagem de Saturno em alta definição a 9 de Fevereiro de 2004, que foi divulgada algumas semanas depois. Os cientistas da missão ficaram surpreendidos com a ausência dos "fantasmas" nos anéis de Saturno. Estas estruturas escuras, na secção B do anel, teriam sido descobertas em imagens tiradas pela sonda Voyager em 1981.

### Sobrevoo de Febe
Em 11 de junho de 2004 a Cassini teve um encontro com o satélite natural Febe. Esta foi a primeira oportunidade para estudar de perto este satélite natural desde a passagem da Voyager 2. Também foi a única oportunidade da Cassini cruzar com Phoebe devido às órbitas concorrentes de Saturno. As primeiras imagens de perto foram recebidas a 12 de Junho, e os cientistas envolvidos imediatamente se aperceberam das diferenças entre a superfície de Febe e os outros asteroides visitados pela nave. Partes das superfícies craterizadas mostram-se muito brilhantes nestas imagens e acredita-se atualmente que exista uma grande quantidade de gelo no estrato imediatamente inferior à superfície.

### A rotação de Saturno
Em 28 de junho de 2004 os cientistas descreveram a medição do período rotacional de Saturno. Uma vez que não existem pontos de referência na superfície que possam ser utilizados para obter este período, foi utilizada a repetição de emissões de rádio. Estes novos dados estão em concordância com os valores obtidos a partir da Terra, e são encarados como um quebra-cabeças para os cientistas. Curiosamente, o período de rotação das ondas de rádio alterou-se desde a sua primeira medição em 1980 pela Voyager 1, aumentando em seis minutos. Embora não seja indicador da rotação global do planeta, é interpretada como consequência do movimento da fonte de emissão de ondas de rádio para uma latitude diferente, na qual a rotação é diferente.

### Lagos líquidos em Titã

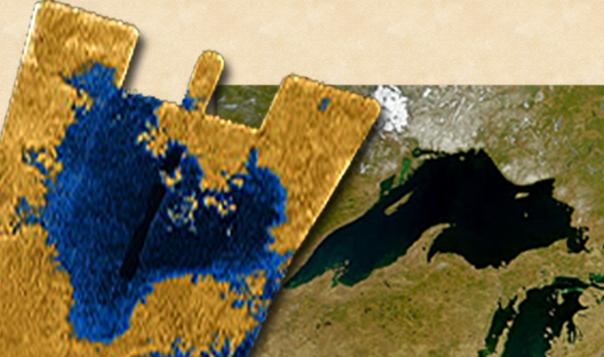
Em escala, o lago de Titã (esq.) comparado com o Lago Superior, da Terra.

Em 21 de julho de 2006, os radares da Cassini obtiveram imagens que pareciam mostrar lagos de hidrocarboneto líquido — como metano e etano — nas latitudes norte do satélite Titã. Esta foi a primeira descoberta da existência de lagos em qualquer corpo celeste fora da Terra. Estes lagos mediriam entre 1 e 100 quilômetros de comprimento. Em 13 de março de 2007, anunciou-se que havia fortes evidências da existência de mares de etano e metano no hemisfério norte do satélite. Um destes lagos teria o tamanho dos Grandes Lagos entre os EUA e o Canadá, na América do Norte. Em 30 de julho de 2008 foi anunciada a descoberta de um grande lago líquido próximo à região polar sul de Titã, com quinze mil km². O lago foi batizado como Ontario Lacus. Em 2012, novos estudos da NASA levantaram a hipótese de que este lago seja mais parecido com um grande deserto de sal ou um grande lamaçal de hidrocarbonetos do que exatamente um lago como conhecemos.

### Furacão em Saturno
Em novembro de 2006, cientistas descobriram uma tempestade no polo sul do planeta com um olho bem distinto. Isto é uma característica dos furacões terrestres e nunca havia sido observado em outro planeta. Ao contrário dos furacões terrestres, sempre em movimento, este se manteve estático sobre o polo. A tempestade tinha 8 000 km de extensão chegando a 70 km de altura, com ventos soprando a 560 km/h.

### Encélado
A grande atividade geológica nesta lua e várias descobertas surpreenderam os cientistas. Uma delas foi a presença de uma tênue atmosfera. Outra foi a detecção de criovulcões, e também foi inferida com segurança a existência de um grande oceano de água salgada entre a crosta congelada e o núcleo rochoso da lua, confirmado suspeitas anteriores. Acredita-se que este oceano possa se manter líquido devido ao calor gerado pela maré gravitacional de Saturno. A passagem da Cassini através do jato dos criovulcões permitiu analisar parcialmente a composição do material ejetado e concluir que o oceano de Encélado pode ter condições favoráveis ao surgimento de vida.

### O Dia em que a Terra Sorriu

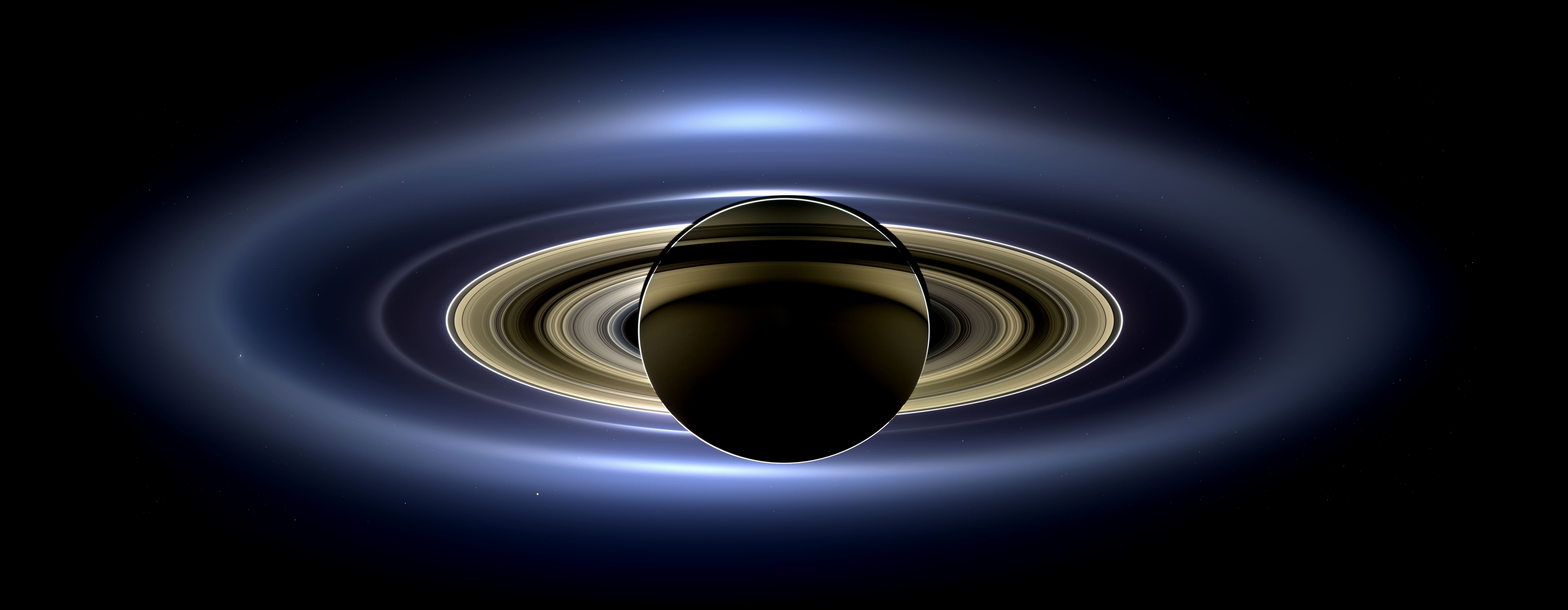
A foto do Dia em que a Terra Sorriu.

Em 19 de abril de 2013 foi organizada uma programação especial voltada ao grande público, incentivando seu envolvimento com a missão e sugerindo ao mundo que celebrasse a vida no planeta Terra e as realizações da humanidade na exploração do Sistema Solar. Para comemorar a ocasião, a equipe técnica instruiu a Cassini para voltar sua câmera em direção à Terra e obter uma fotografia, que resultou em uma imagem de grande beleza, mostrando o conjunto completo do planeta e seus anéis, além de incluir os planetas Terra, Marte, Vênus, e diversos satélites de Saturno. O público foi avisado com antecedência do plano e foi convidado a olhar para o céu no momento da foto e sorrir.

### Grand Finale
Durante a sua órbita de anéis no final da missão, a sonda Cassini passou muito perto dos anéis principais de Saturno e obteve imagens de alta resolução espacial, varreduras espectrais e varreduras de temperatura.

#### Resultados
Os pesquisadores encontram estruturas relacionadas à escultura detalhada de anéis por massas embutidas, incluindo estruturas próximas à lua Daphnis que aparentemente sofreram perturbações marcadamente diferentes em comparação com o material do anel circundante, e elementos de estrutura complexa dentro das maiores perturbações em forma de hélice. A interpretação de certos elementos em termos do raio de Hill gera diâmetros de 1,0 a 1,6 km para as maiores luas causadoras de hélices.
Várias classes de estrutura do subkilometer no anel, que foram chamadas de texturas, são encontradas em bandas radiais bem definidas, que em muitos casos são difíceis de correlacionar com outras propriedades do anel. Os planaltos no anel C exibem uma textura característica entrecruzada. A hipótese da Nasa é que essas texturas indiquem uma variação nas propriedades que afetam os resultados das colisões partícula-partícula.
Ondas de densidade de força média não alteram as características espectrais da região que as rodeia nem excluem enxames de propulsores de suas proximidades, como se sabe que as ondas de maior densidade fazem. Também foi confirmado que mesmo as ondas de curvatura mais fortes (como Mimas 5: 3) não exibem nenhum sinal de halos espectrais. No entanto, ondas de densidade média-força exibem textura irregular em seus canais, e também alteram a distribuição do tamanho da hélice.
“Mini-jatos” no anel F são encontrados em grupos, cujos membros evoluem em sincronia uns com os outros. Isso fornece a mais forte evidência, no entanto, de que os impactos nos anéis são geralmente devidos a fluxos de material (em órbita), em vez de solitários objetos impactantes.
As distintas características de dispersão de luz da estreita região externa do fosso de Keeler - bandas de absorção de gelo de água mais fracas, maior refletividade, acinzentada do que avermelhada - passam abruptamente do resto do anel A, embora ondas em diferentes graus de brusquidão sejam vistas no visível e no infravermelho próximo. A combinação de profundidades de faixa de gelo de água mais fracas com maior refletividade é difícil de entender.
A profundidade da banda de gelo de água e a inclinação geral da cor estão estreitamente correlacionadas com a profundidade ótica e a temperatura é anti-correlacionada (isto é, regiões mais densas são mais frias), mesmo em regiões com faixas acentuadas, até o limite de resolução espacial de ~ 3 km px − 1. No entanto, as bandas estreitas e brilhantes no anel C, denominadas planaltos, têm declives de cores e profundidades de bandas de gelo de água semelhantes às do anel C circundante, apesar da diferença marcada de brilho. Além disso, regiões mais densas são mais quentes em algumas estruturas de escala fina, incluindo platôs de anel C e estrutura no anel B, ambos no lado iluminado apenas, e ondas fortes no anel A nos lados iluminado e apagado. Cassini ainda contornando as regiões polares do planeta em baixa altitude, sua câmera ultravioleta observou as auroras de Saturno.
- Conclusão:

Os anéis são esculpidos por massas embutidas, produzindo uma estrutura visível até o limite de resolução. Correlações de propriedades espectrais e temperatura com profundidade óptica são restritas em muitos locais, embora sejam encontradas exceções que aprofundam os quebra-cabeças em certas regiões. Muitos destes resultados estão provavelmente relacionados com a estratificação radial nas propriedades das partículas, e não na composição química ou densidade de massa da superfície.

## Legado
A Cassini-Huygens foi uma missão extraordinariamente bem-sucedida tanto em termos tecnológicos como no campo científico, educativo e cultural, superando todas as expectativas. Desde o seu lançamento em 1997, a sonda percorreu cerca de 7,9 bilhões de quilômetros. Reuniu mais de 635 gigabytes de dados científicos e mais de 450 mil imagens. Completou 294 órbitas de Saturno, descobriu seis novas luas, fez 162 voos rasantes às maiores luas e aos anéis do planeta e executou 360 manobras no espaço, com um desempenho qualificado pelos técnicos como praticamente perfeito.
Os arrojados objetivos da missão impuseram grandes desafios aos engenheiros e projetistas, que foram obrigados a desenvolver tecnologias e instrumental novos, que mais tarde foram usados em outros projetos científicos. Alguns dos principais avanços ocorreram no desenvolvimento do gerador de energia da Cassini, um dispositivo termoelétrico que usava plutônio, que envolveu milhares de cientistas e técnicos. Neste processo, o trabalho conjunto de equipes internacionais fortaleceu os laços entre a comunidade científica, instituições governamentais e empresas de mais de 25 países. Da mesma forma foram grandes conquistas o desenvolvimento do sistema de navegação da espaçonave, do sistema de pouso da Huygens e seu pouso bem-sucedido, e a própria órbita final estabelecida para a Cassini em torno de Saturno, passando no reduzido espaço entre o planeta e seus anéis, representou uma façanha de cálculo científico e de realização técnica. Também foi importante a descoberta em Encélado de condições essenciais para o aparecimento de vida, o que mudou a perspectiva científica sobre onde procurar indícios de atividade biológica fora da Terra.
A vasta quantidade de dados enviados ao longo da missão alimentará a continuidade dos estudos sobre Saturno e seu sistema de luas por décadas, além de dar subsídios para um melhor entendimento de muitos fenômenos gerais do universo, como o processo de formação de luas e interações gravitacionais e magnéticas. O valor dos dados enviados é imenso: a maior parte do que hoje se sabe sobre o gigante gasoso e seu cortejo de satélites se baseia em descobertas feitas pela missão, e poucos momentos depois do seu encerramento seus operadores ainda esperavam novas descobertas de dados enviados nos últimos segundos de uma trajetória recheada de importantes achados, testes e observações. O diretor do projeto, Earl Maize, disse que "a Cassini-Huygens é um triunfo internacional [que] reescreveu os livros sobre Saturno. É uma conquista simplesmente fenomenal. Seu legado já está assegurado: ela já entrou para a história". Parte desse material, especialmente as imagens, revelando mundos desconhecidos e exóticas paisagens alienígenas, de grande apelo visual, encontra um uso imediato no ambiente educacional e na mídia em ampla escala. Essas imagens são as melhores já obtidas, mostrando com riqueza de detalhes a geografia de Saturno e suas luas.

## Galeria

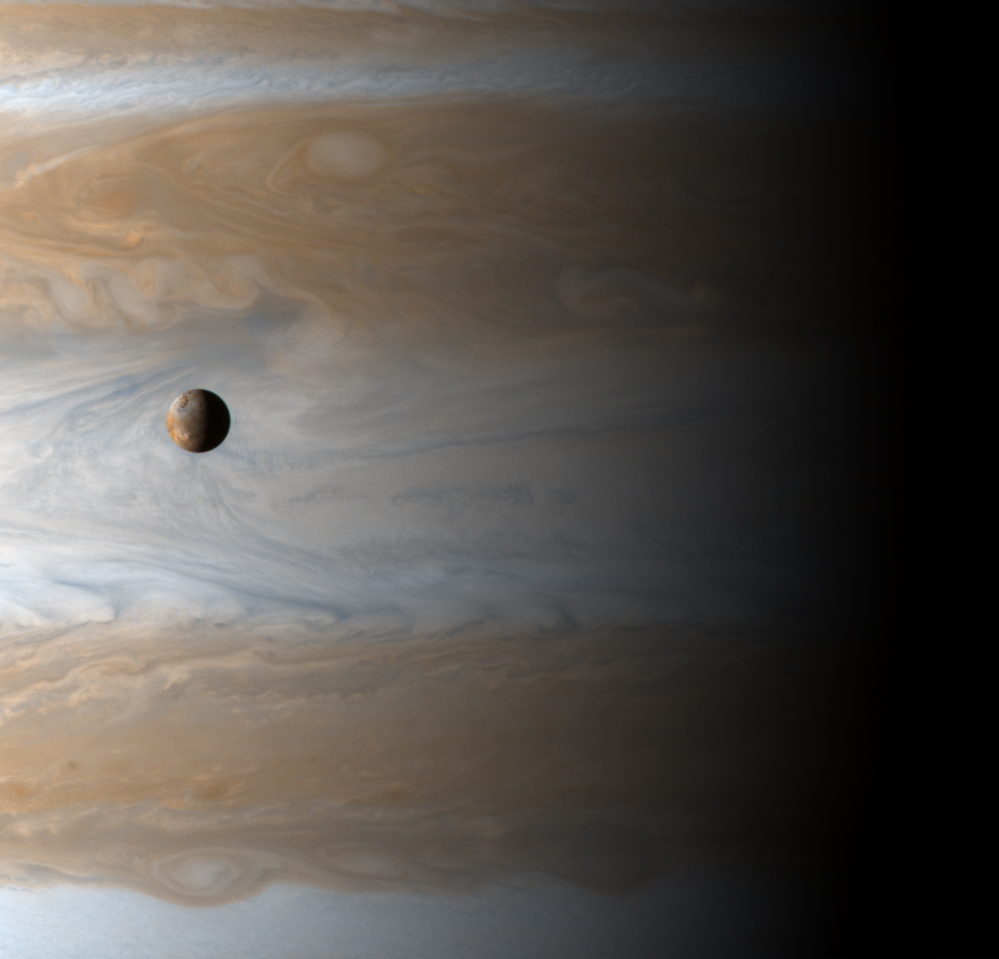
A lua Io contra a superfície de Júpiter.
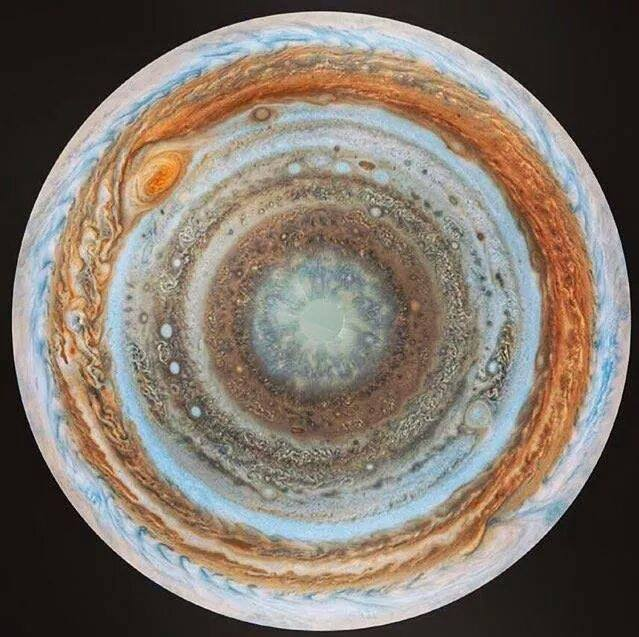
Uma inédita imagem do polo sul de Júpiter.
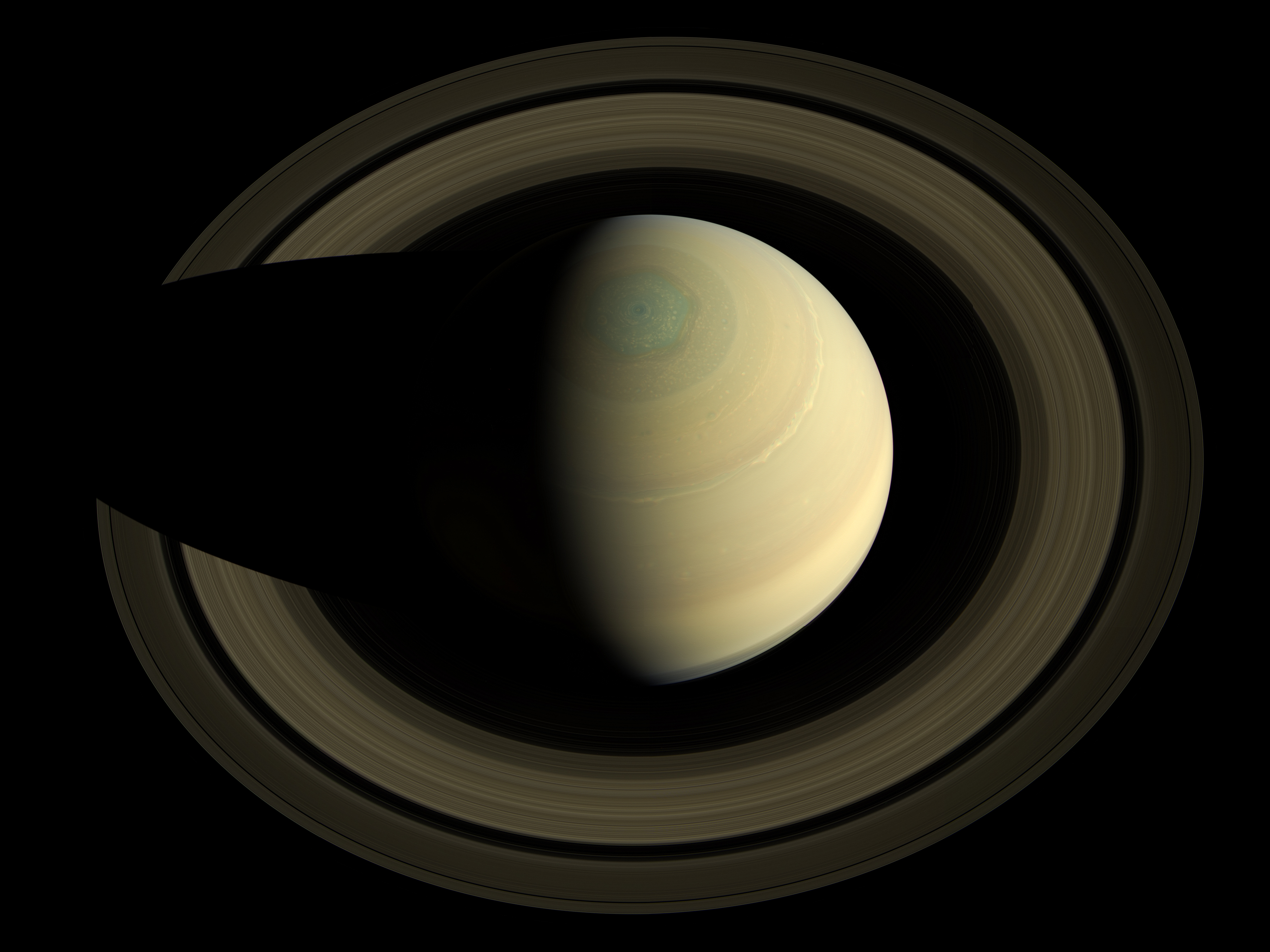
Saturno.
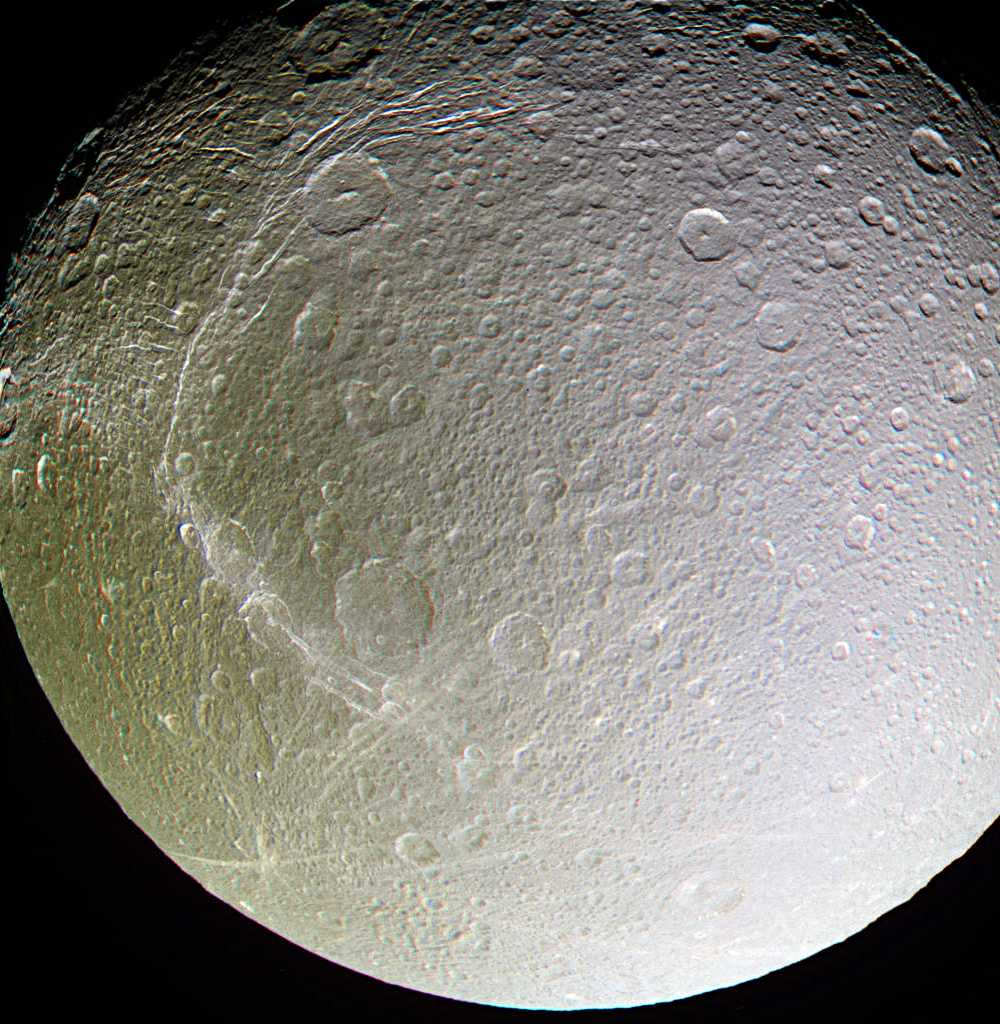
A lua Dione.
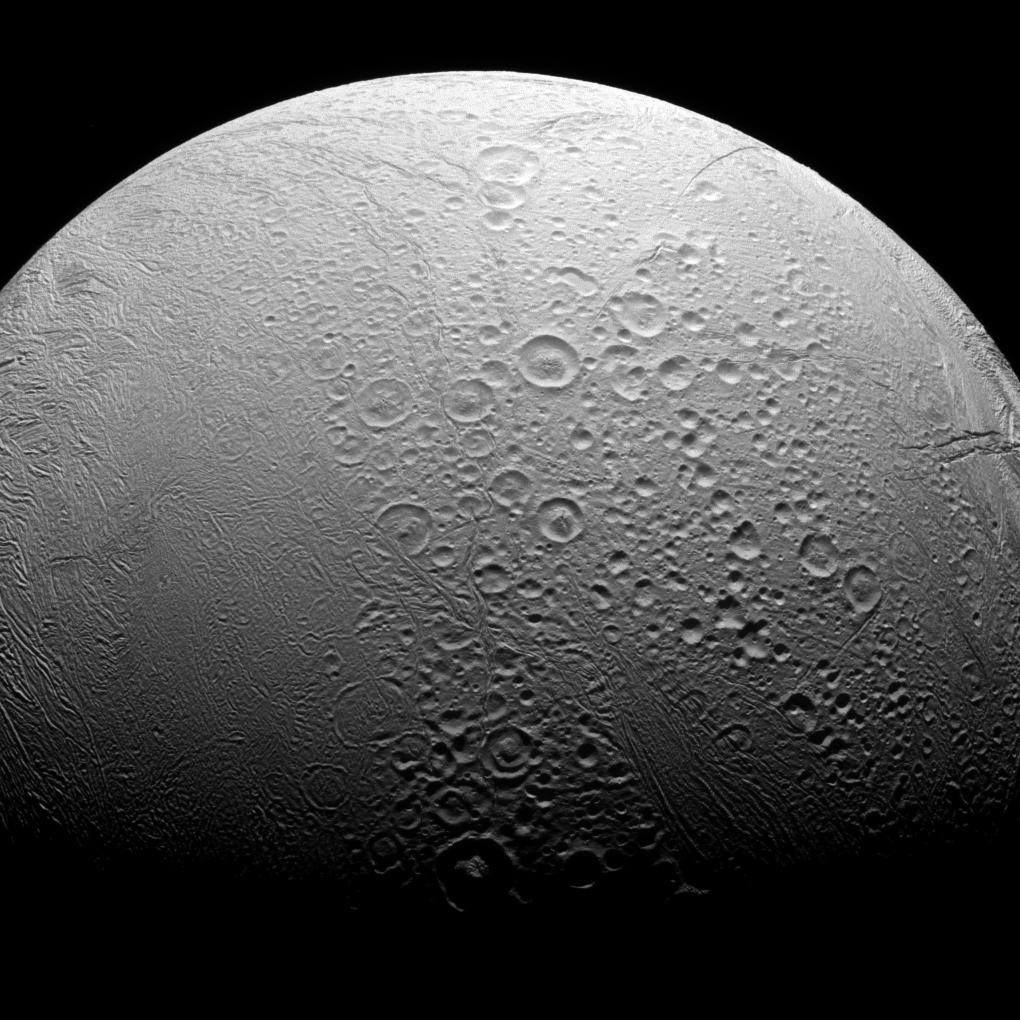
A lua Encélado.

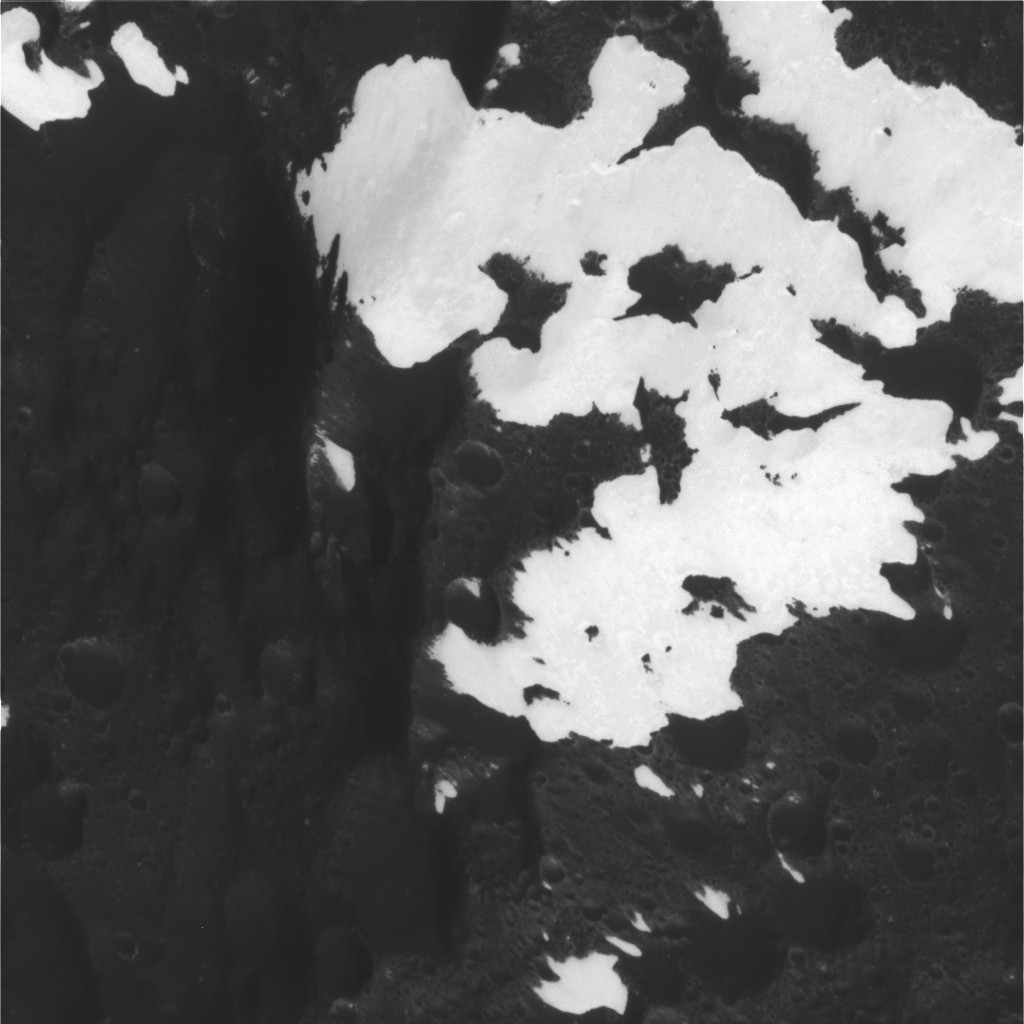
Superfície da lua Jápeto.
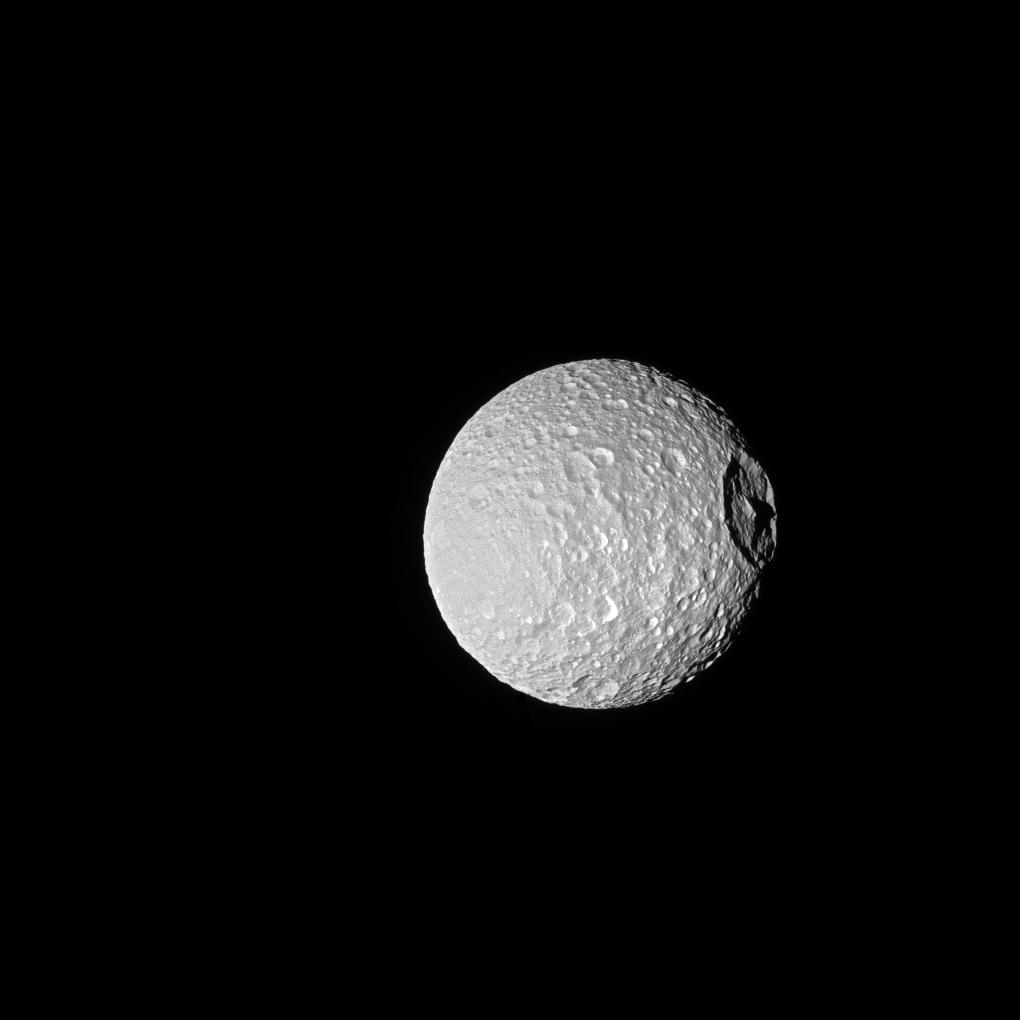
A lua Mimas.
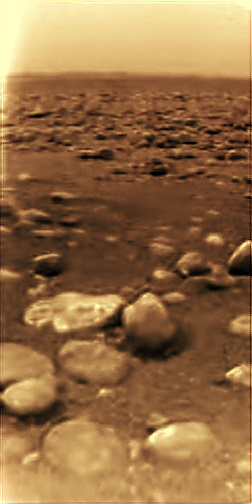
A superfície de Titã.
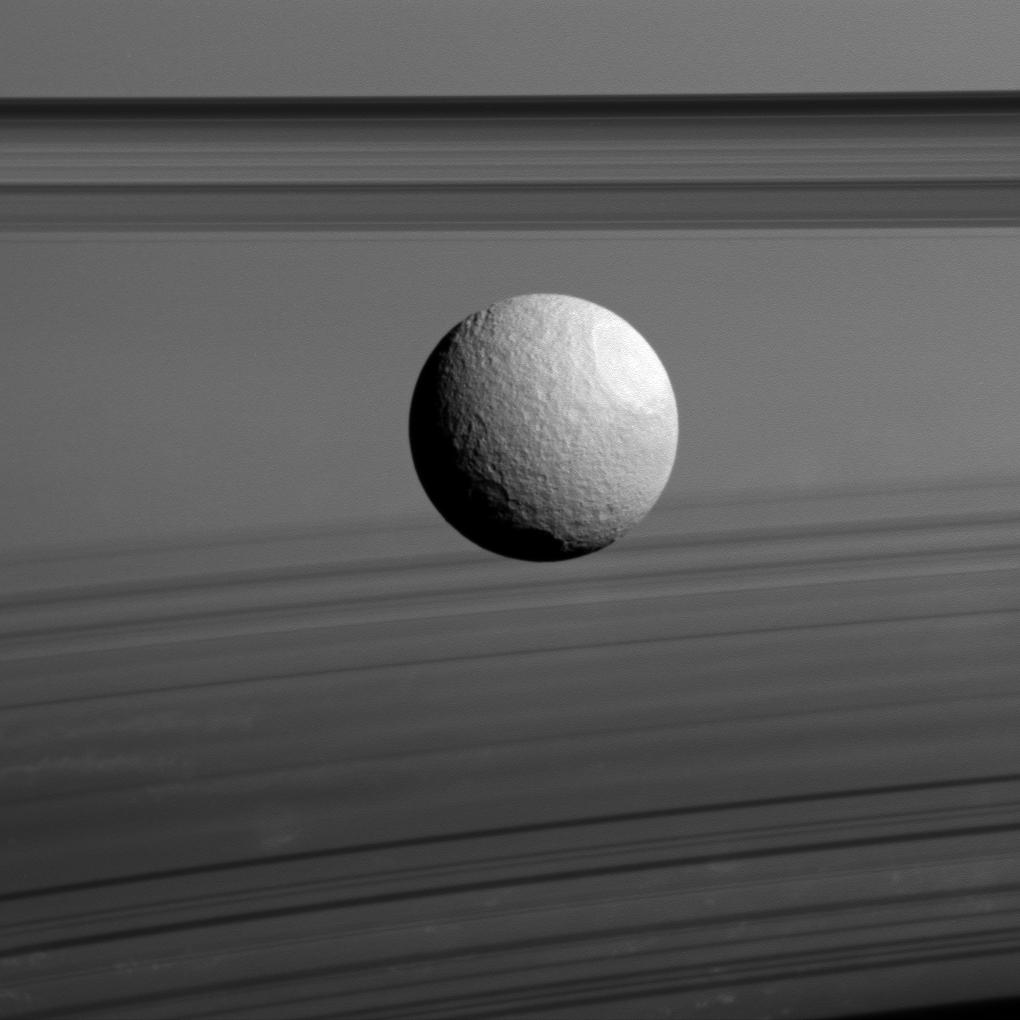
Tétis com os anéis de Saturno ao fundo.
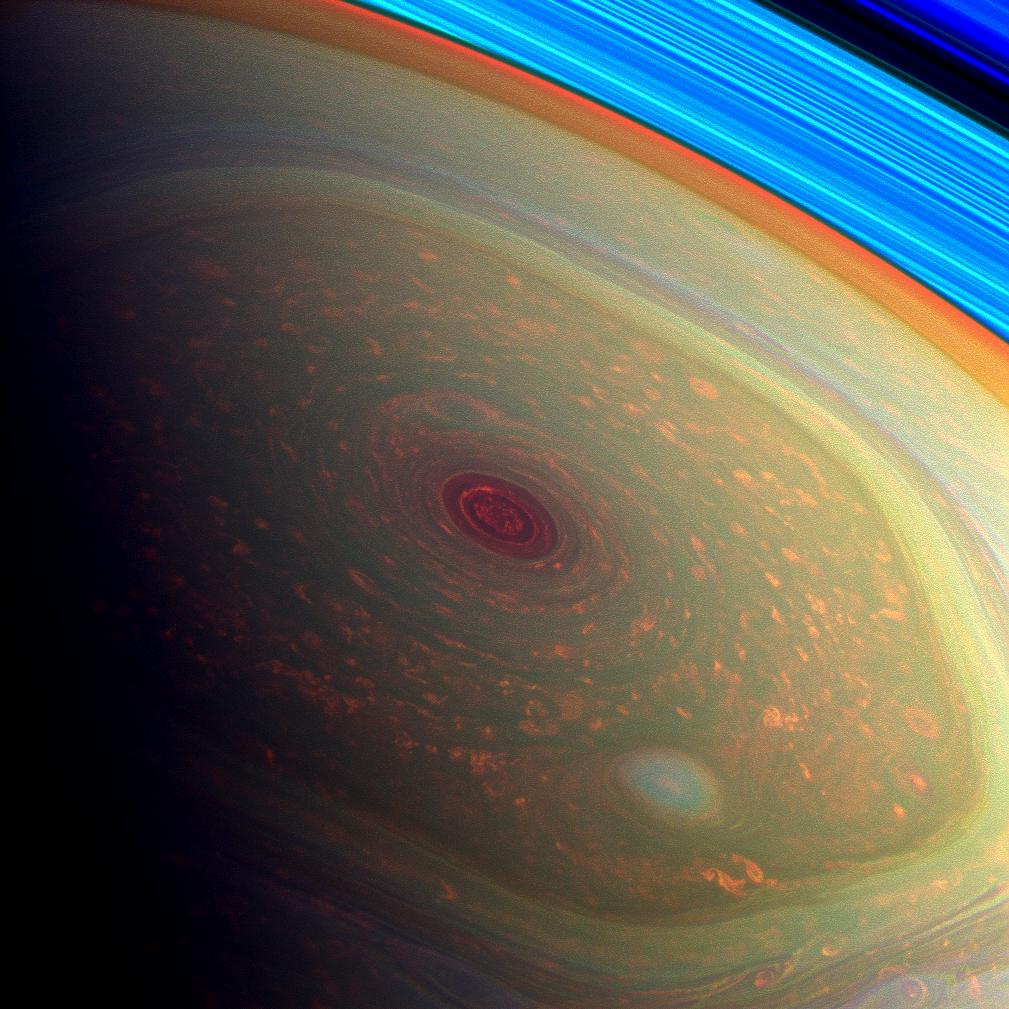
O vórtice polar de Saturno.

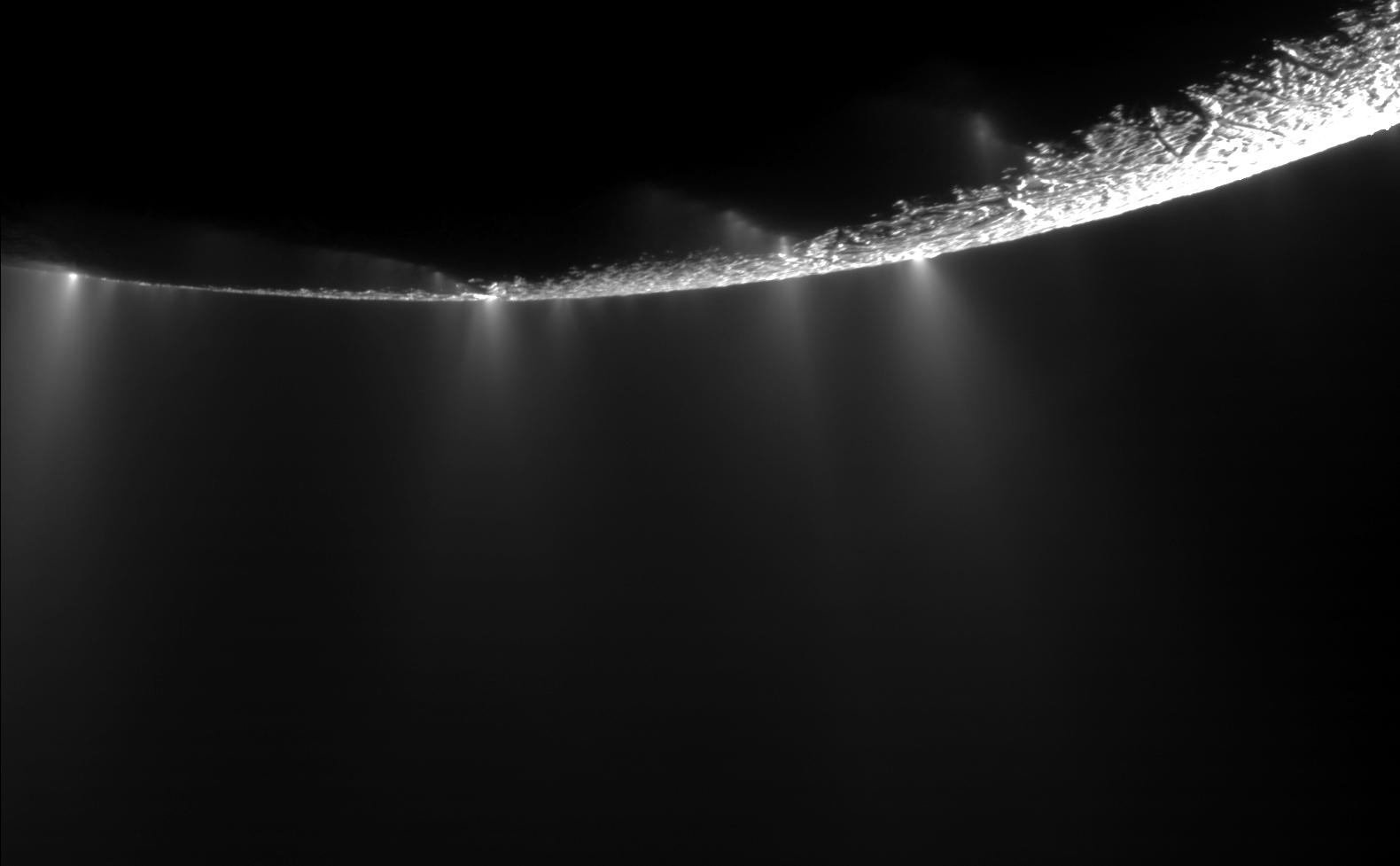
Gêiseres em Encélado.
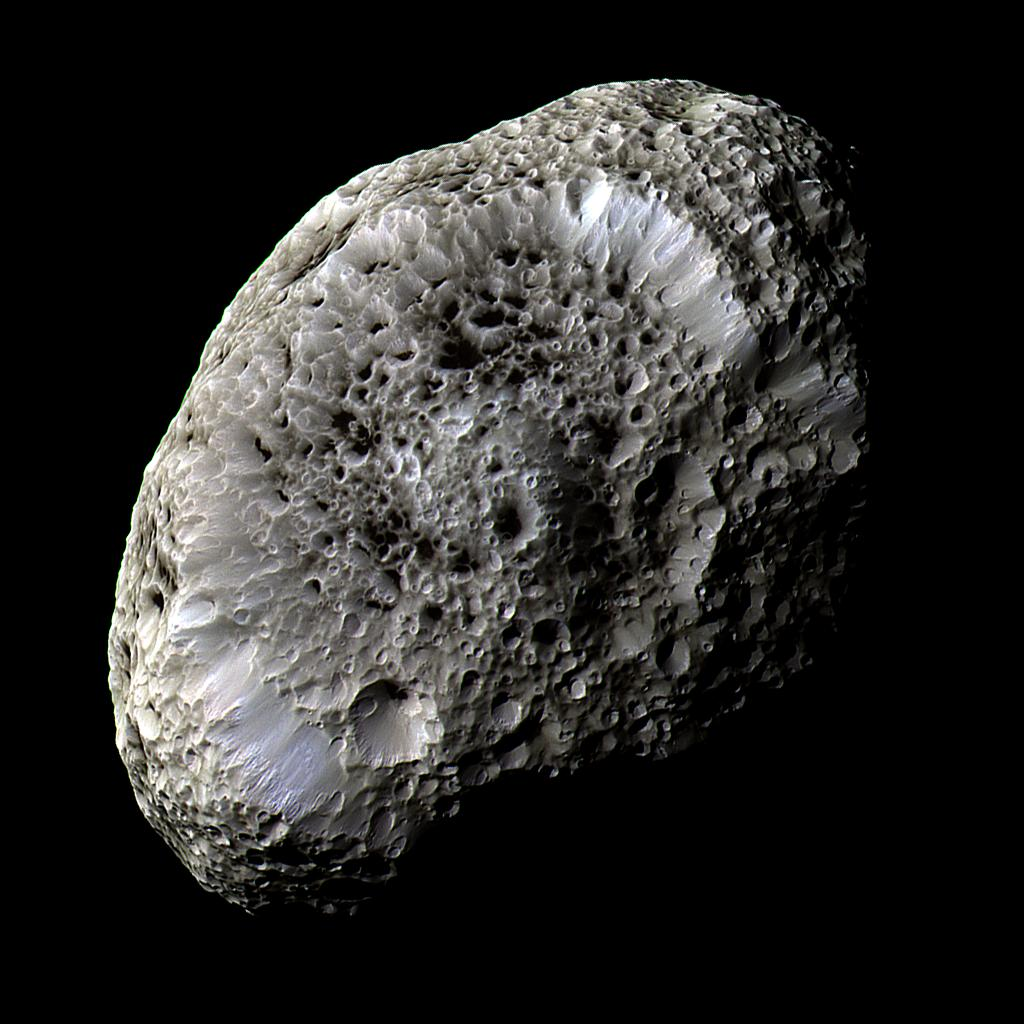
Hipérion.
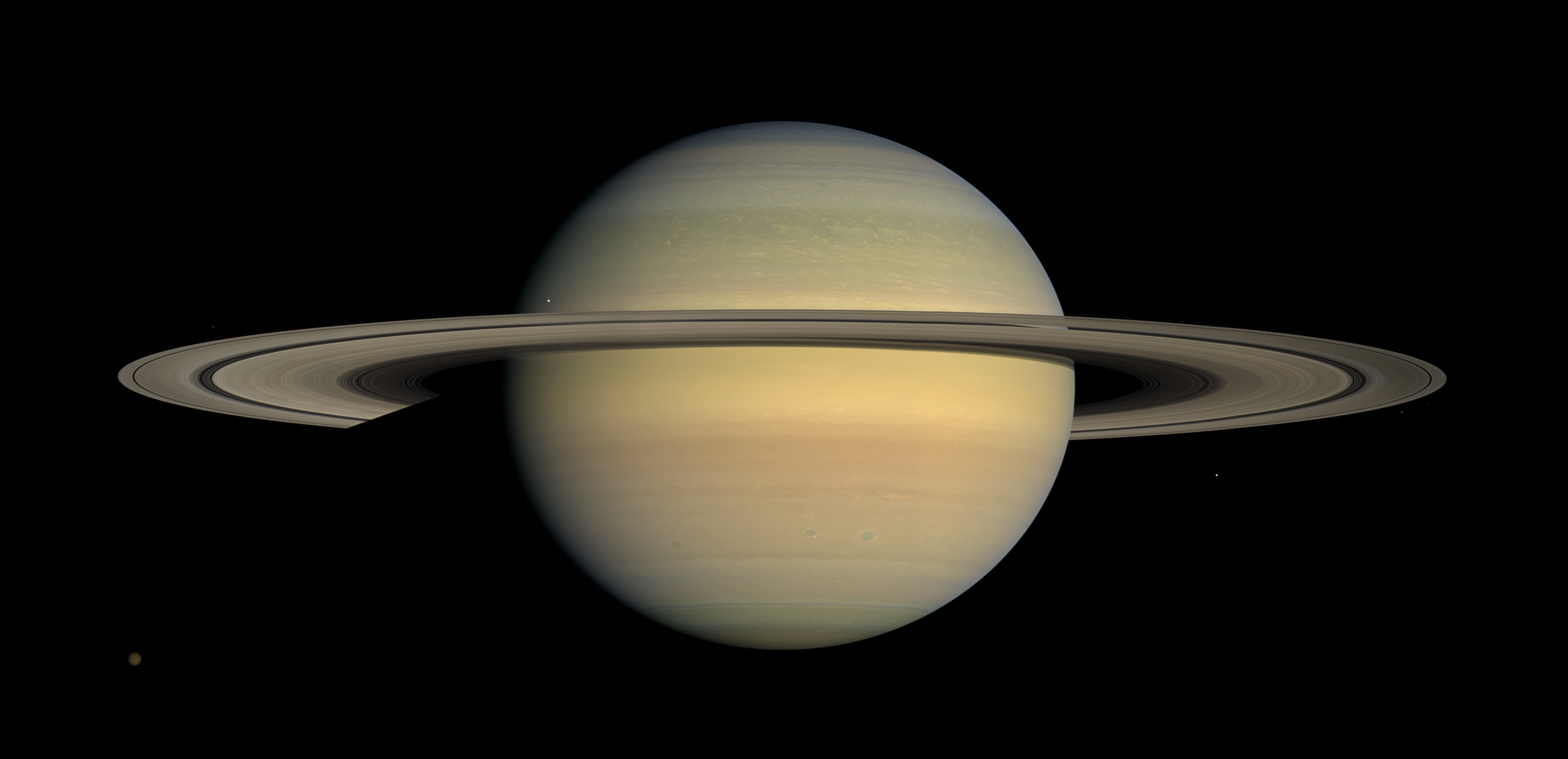
Saturno no seu equinócio.
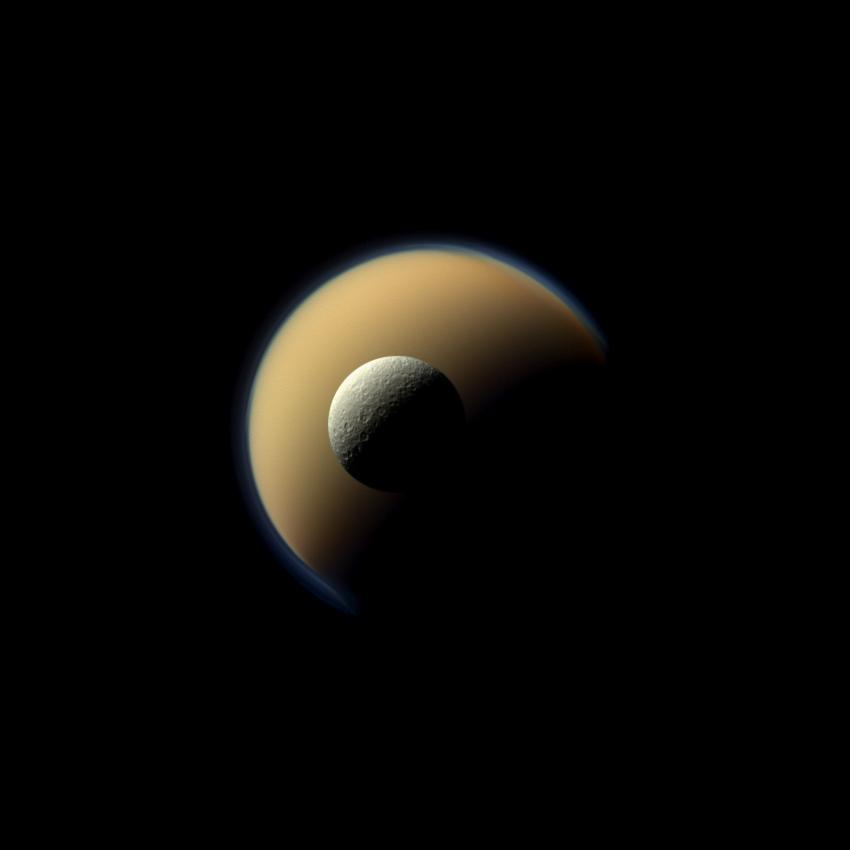
Titã e Reia.
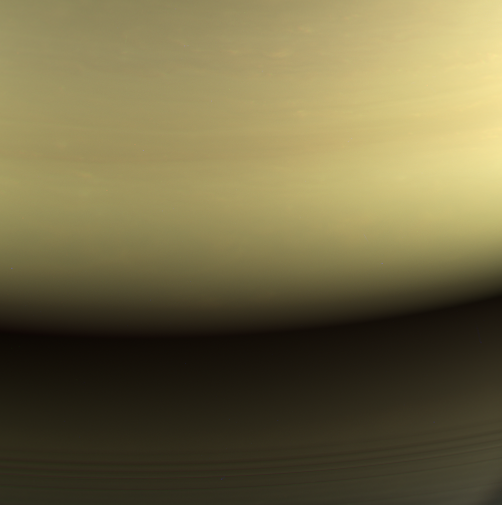
A última imagem da Cassini, quando já mergulhava na atmosfera de Saturno para sua destruição.